# Varsó közlekedése

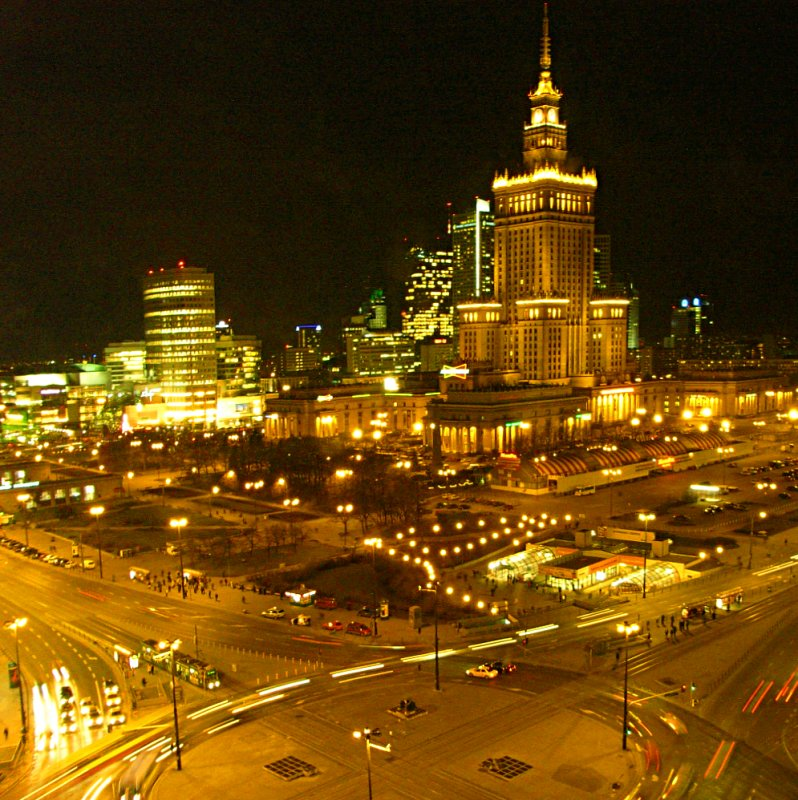
A belváros

A belvárost elkerülő utak nagyrészt most épülnek vagy csak tervként léteznek

Varsó 1950-es években történt újjáépítése során számos utat kiszélesítettek és újakat is építettek, azonban a városban ma is gyakoriak a közlekedési problémák. Ezek fő oka az, hogy a szocialista rendszer idején a beszerzési lehetőségek szűkössége miatt kevés autó volt magánkézben, így a sokkal gyérebb forgalomra tervezett úthálózat nem volt felkészülve a rendszerváltás után ugrásszerűen megnőtt gépkocsiforgalomra. A metró és az elkerülő út hiánya további problémákat okozott; bár Stefan Starzyński, a város polgármestere mindkettőt tervezte már a II. világháború előtt, de nem maradt elég ideje tervei valóra váltására. Az első metróvonal csak 1995-ben, a második 2015-ben nyílt meg, és az elkerülő útgyűrű is még építés alatt áll.
Varsó infrastruktúrája a XXI. század első évtizede alatt a gazdasági növekedésnek köszönhetően gyors változásnak indult. Ennek során számos új út és híd is épült. Azonban a belvárosban ma is kevés a parkolóhely, és gyakoriak az útjavítások is.
Varsó közösségi közlekedési hálózata autóbusz-, metró-, vasúti és elővárosi vonalakból épül fel.

## Utak
Bár a második világháború után elég sok utcát kiszélesítettek és a lerombolt házak helyén sok helyen újakat is építettek, Varsóban gyakran alakulnak ki forgalmi dugók. A városrészek közötti belső közlekedés a központon keresztül történik, a belvárosban pedig kevés a parkolóhely és állandósultak az útjavítások, amelyeket ráadásul nem éjszaka, hanem nappal végeznek. A város északi részén megkezdődött az elkerülő-útgyűrű építése, a városvezetés pedig tervezi az autóforgalom korlátozását is a belső városrészekben (létrejött már néhány P+R parkoló, 1999-től pedig a belső zónában bevezették a fizetőparkolást).
Varsóban összesen 2600 km út van, a Városi Utak Igazgatósága (ZDM) tartja őket karban.
A Varsót keresztező országutak:
- 2 Świecko (német határ)–Poznań–Varsó–Terespol (fehérorosz határ) (a nemzetközi E30 része, néhány szakaszán A2 néven autópályává kiépítve),
- 7 Gdańsk–Varsó–Krakkó–Chyżne (szlovák határ) (a nemzetközi E77 része),
- 8 Budziska (litván határ)–Białystok–Varsó–Wrocław–Kudowa Zdrój (cseh határ) (a nemzetközi E67 része),
- 17 Varsó–Lublin–Hrebenne (ukrán határ) (a nemzetközi E372 része),
- 61 Varsó–Łomża–Augustów,
- 79 Varsó–Sandomierz–Krakkó–Katowice.

## Hidak

Varsói hidak: 1. Trasa Siekierkowska, 2. Trasa Łazienkowska, 3. Most Poniatowskiego, 4. Most Średnicowy (vasúti), 5. Most Świętokrzyski, 6. Most Śląsko-Dąbrowski, 7. Most Gdański (úti + vasúti), 8. Most Toruński (gen. Grota-Roweckiego), 9. Most Północny (Északi híd)

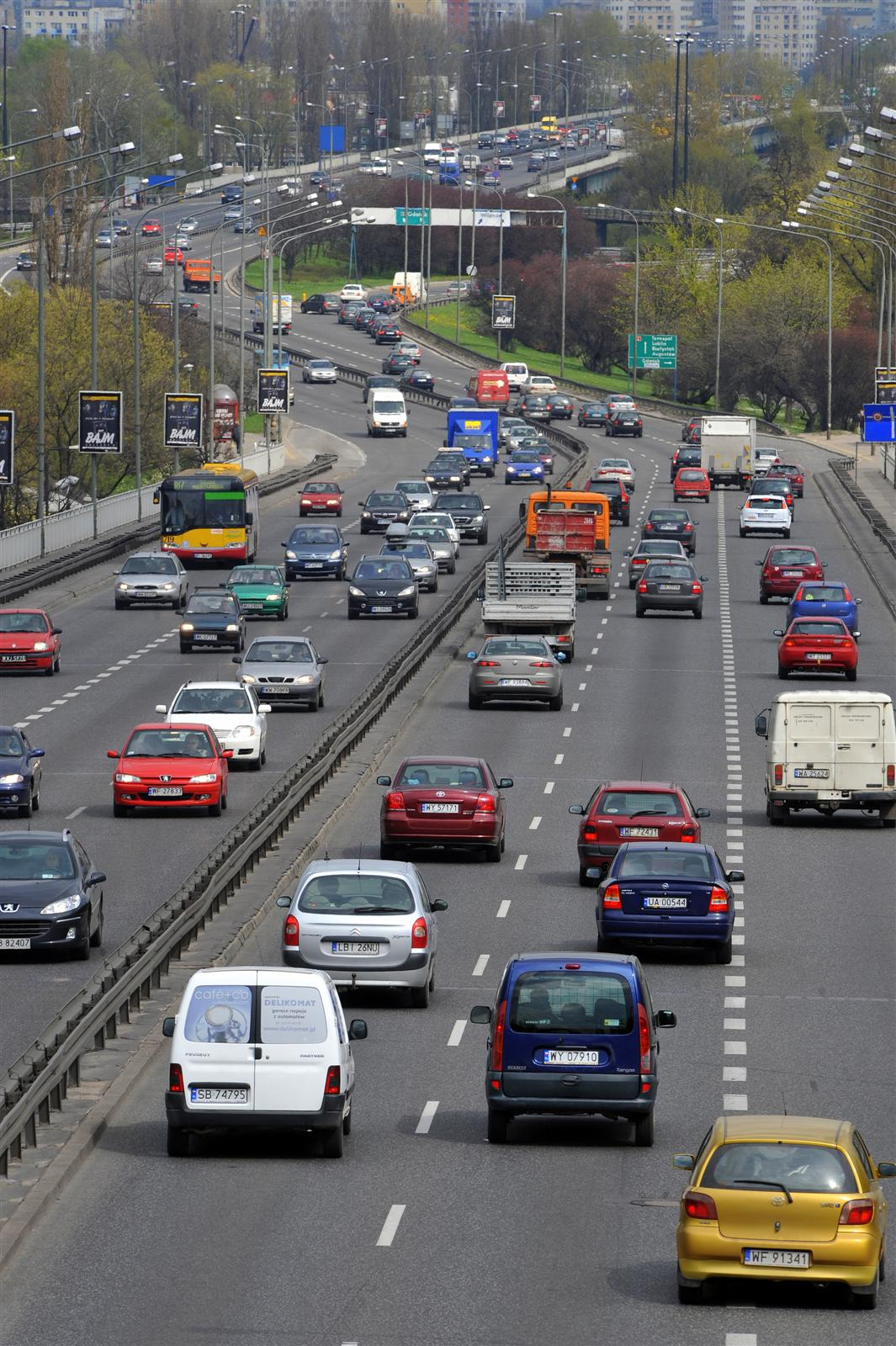
Trasa Łazienkowska – háttérben a Łazienkowski-híd

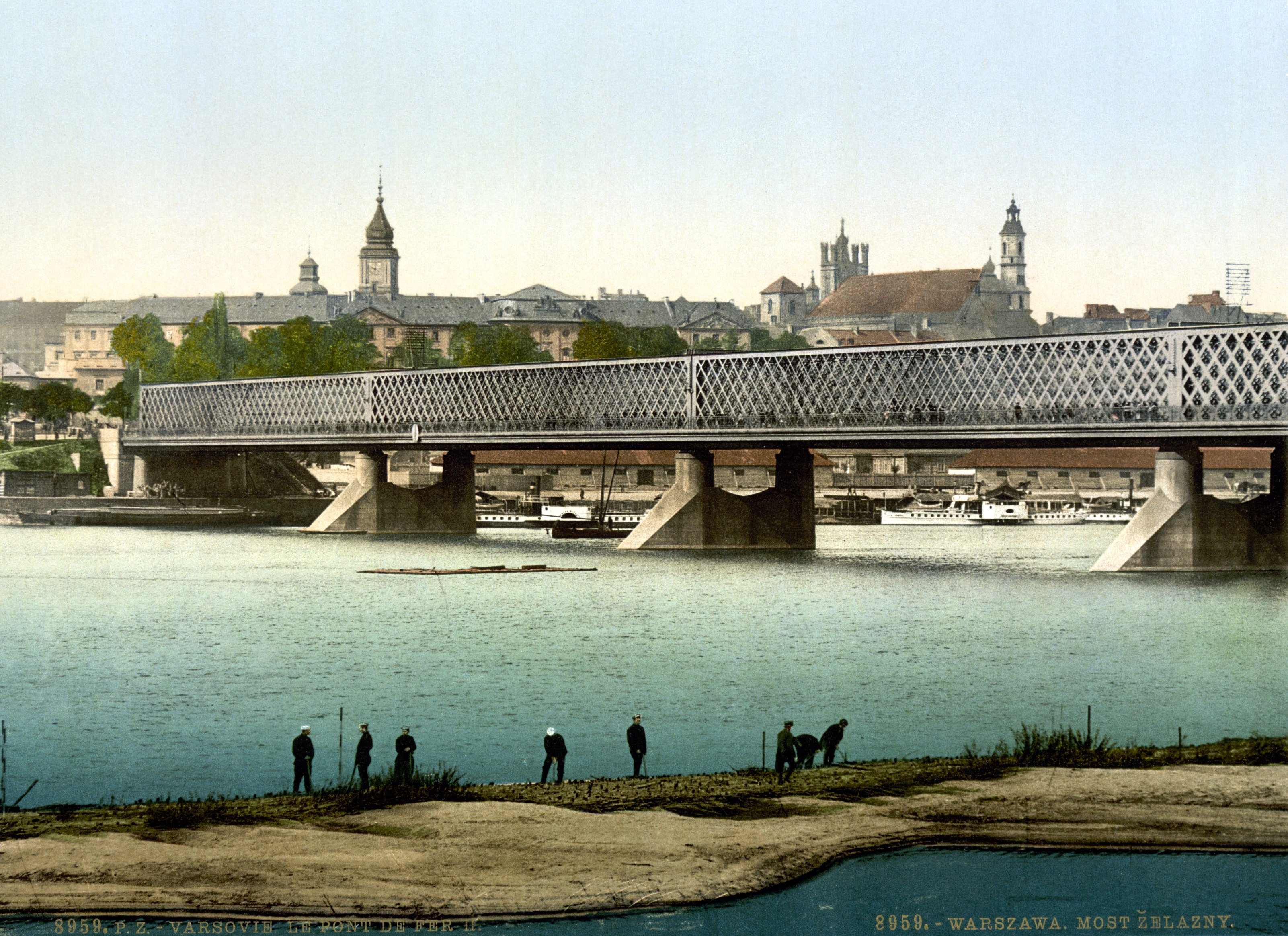
Kierbedź-híd (1900 körül)

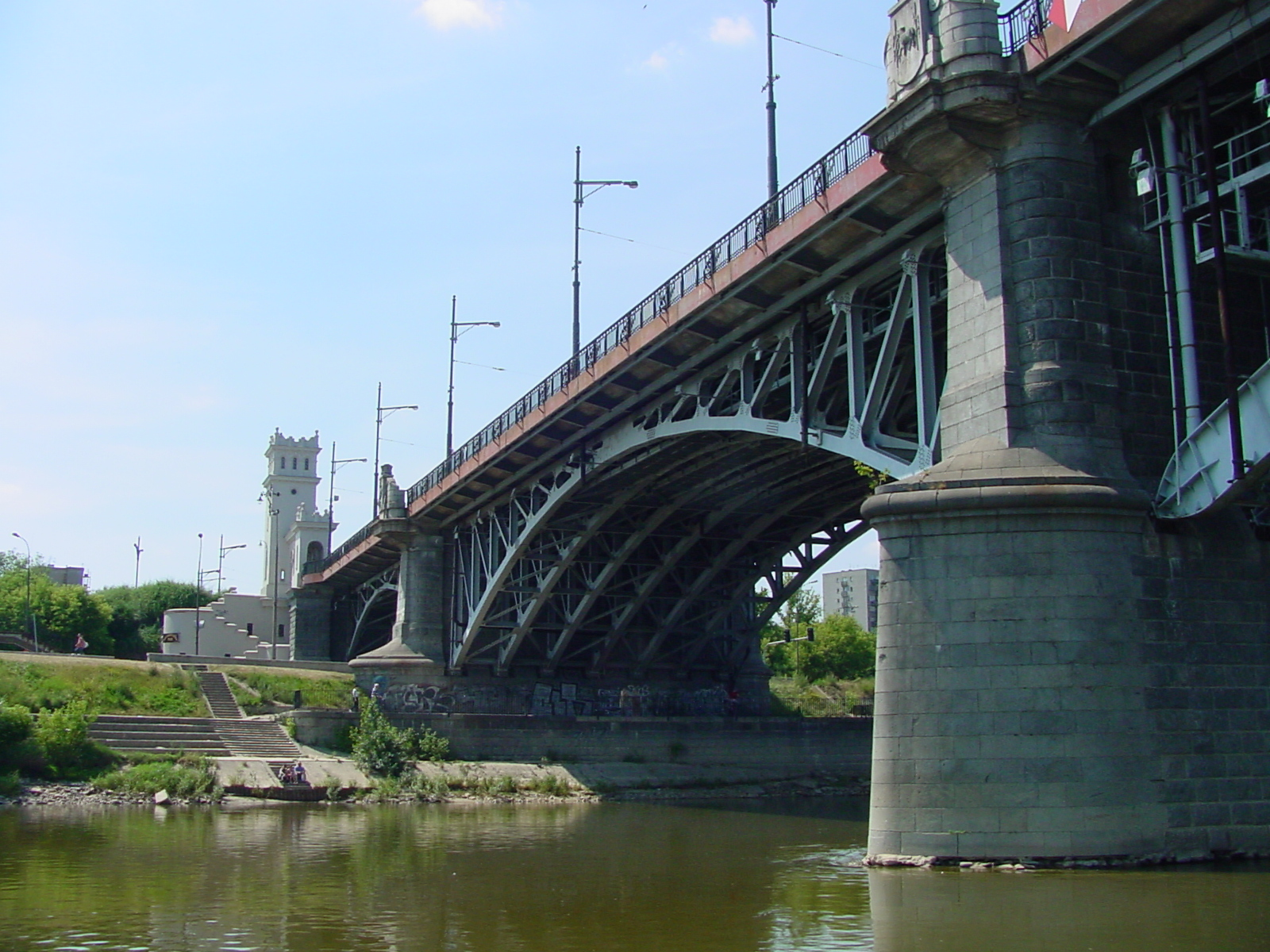
Poniatowski híd – háttérben jellegzetes tornya a belvárosi oldalon

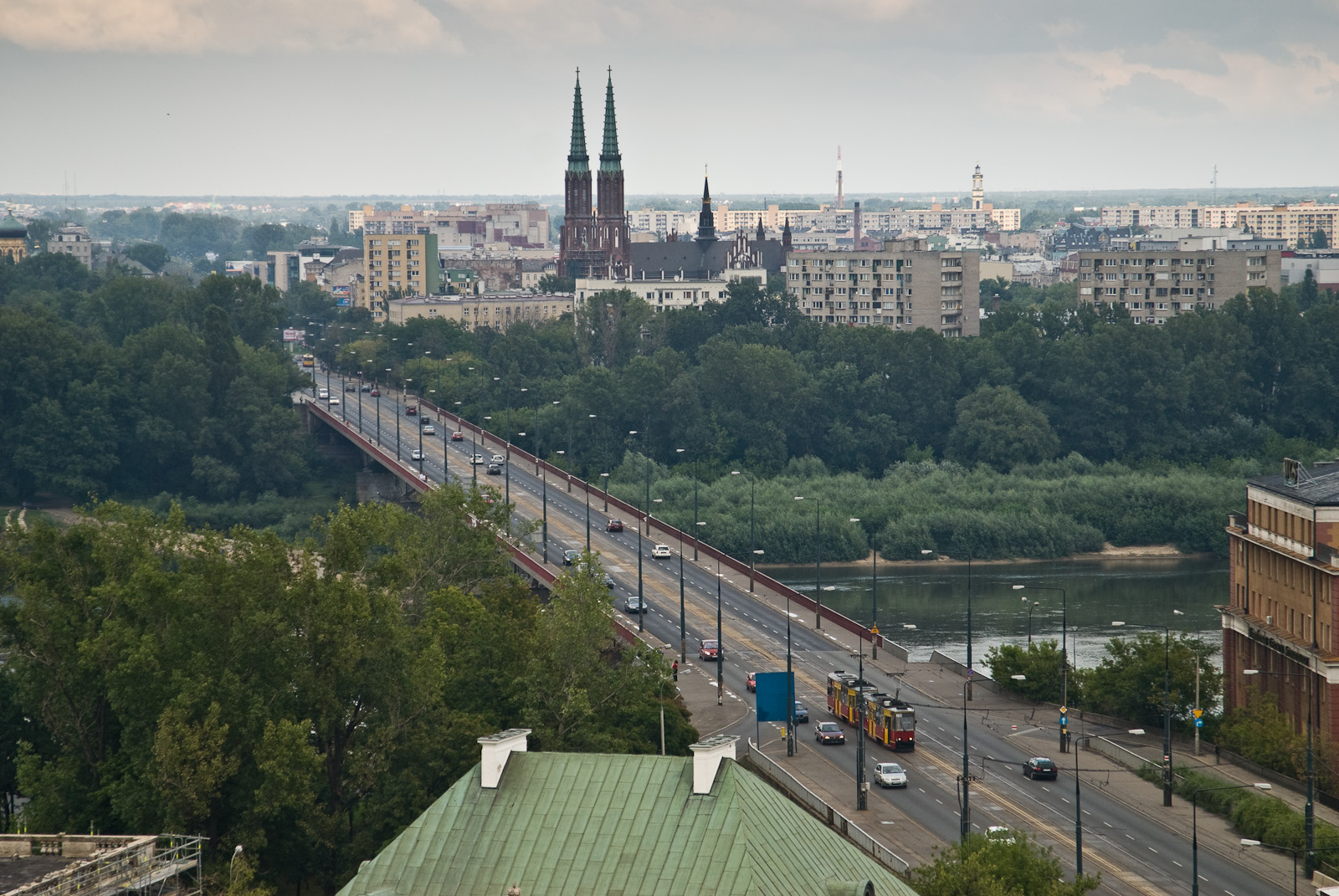
Śląsko-Dąbrowski híd – a Kierbedź-híd pillérein épült 1949-ben (háttérben a Szent Flórián-templom tornyai, Pragában)

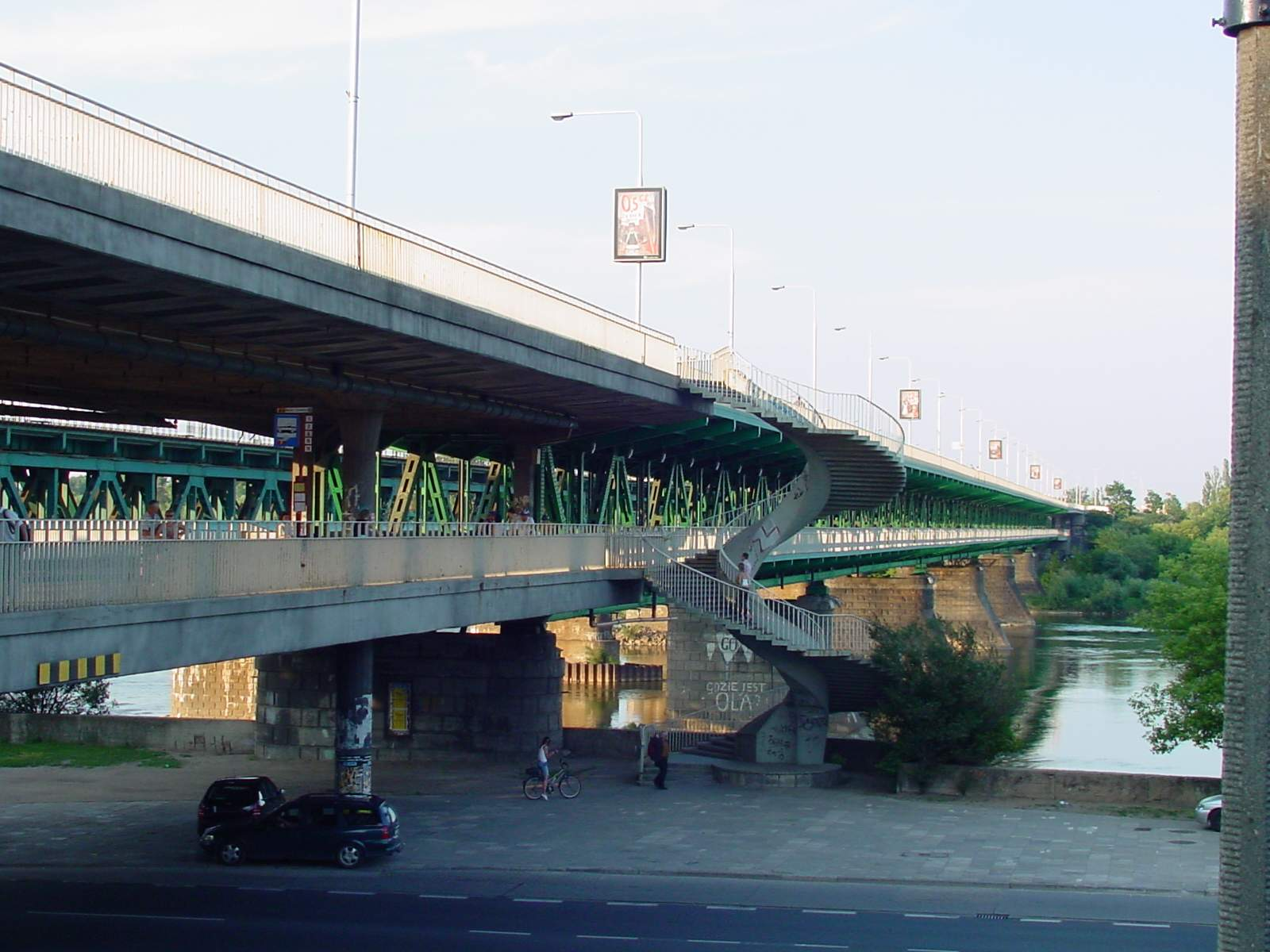
Gdański-híd: lent a villamosok, fent a gépkocsik közlekednek

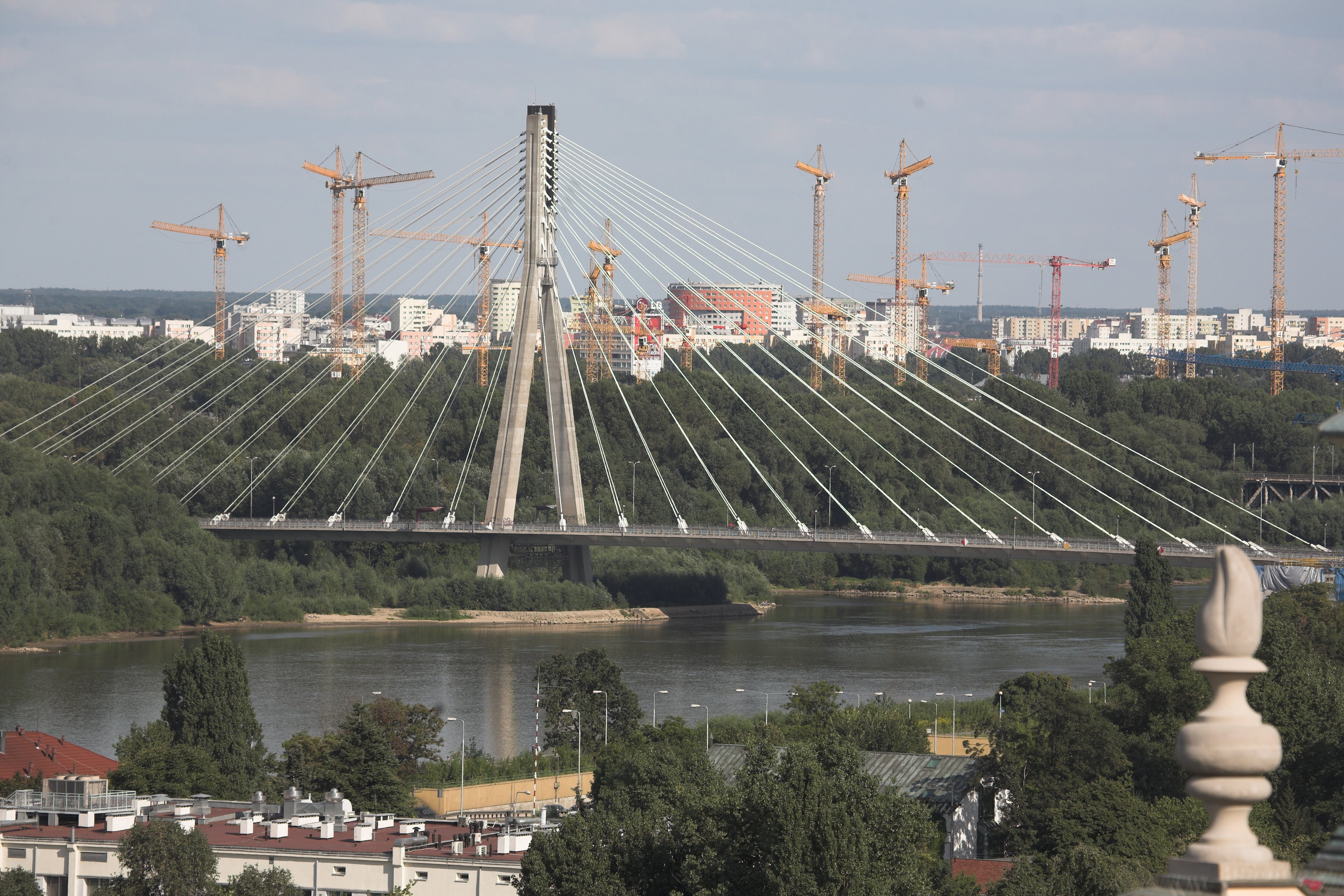
Świętokrzyski-híd (háttérben: daruk a Nemzeti Stadion építésén)

Az első Visztula-híd a város területén 1576–1603 között állt fenn, Zsigmond Ágost király építtette az északi városfalnál. A hidat a jégzajlás tette tönkre (ma a Mostowa utca, azaz Híd utca található ezen a helyen). A következő híd 1775–1794 között működött, a királyi vártól délre – ezt a Kościuszko-féle felkelők égették fel a pragai mészárlás után, hogy az oroszok ne jussanak át a Visztulán.
Stanisław Kierbedź mérnök tervei alapján 1864-ben kőpilléreken álló, vasszerkezetű hidat építettek, ekkoriban ez Európa legmodernebb hídjai közé tartozott. Ezt 1915-ben a visszavonuló oroszok rombolták le, a lengyelek egy év múlva újjáépítették, de 1944-ben a németek újra lerombolták. A Kierbedź-híd pillérein épült fel 1949-ben a Śląsko-Dąbrowski híd, azért új néven, mert teljesen más jellegű, mint elődje.
1914-ben épült a Poniatowski híd, amely Józef Poniatowski hercegről, II. Szaniszló király unokaöccséről kapta a nevét, aki a Május 3-i alkotmány védelmezője, majd a Kościulko-féle felkelés résztvevője, valamint a Varsói Hercegség hadseregének főparancsnoka volt, és I. Napóleon oldalán harcolt. Az oroszok ezt a hidat is lerombolták 1915-ben, csak 1926-ban épült újjá. 1944-ben a németek rombolták le, de két év múlva már újra állt.
1985-90 között felújítás végett lezárták a Poniatowski hidat, melynek helyettesítésére 1985-ben a katonaság műszaki alakulatai három hónap alatt felépítették a Hableány-hidat (Most Syreny). Bár ideiglenesnek épült, 1990-ben nem bontották le, mert az autóforgalom akkorára nőtt, hogy mind a Poniatowski hídra, mind a Hableány-hídra szükség volt. Csak 2000-ben szedték szét, helyén épült a Świętokrzyski híd.
Varsóban 7 közúti híd van. Északról dél felé haladva ezek a következők:
- Toruński (1981) – 645 m hosszú, a legforgalmasabb varsói híd (2009-ben naponta 164 ezer gépkocsi), a Trasa Toruńska („Toruń-út”) része; a híd Stefan Grot-Rowecki tábornok - a Honi Hadsereg (Armia Krajowa) utolsó főparancsnokának - nevét viseli,
- Gdański (1959) – 406 m hosszú, kétszintű (lent a villamosok, fent a gépkocsik közlekednek),
- Śląsko-Dąbrowski (1949) – kb. 500 m hosszú,
- Świętokrzyski (2000) – 477 m hosszú, 48 drótkötélen felfüggesztve, egy pilonon; a legkevésbé forgalmas varsói híd (kb. 45 ezer jármű naponta),
- Poniatowski híd (1913) – 506 m hosszú, ezenkívül a bal parton fekvő viadukt 700 m hosszú; a hidat lerombolták az oroszok 1915-ben (újjáépítve 1926-ban) és a németek 1944-ben (újjáépítve 1946-ban),
- Łazienkowski (1974) – 424 m hosszú, a Trasa Łazienkowska része, jelenleg tűzkár miatt használaton kívül,
- Siekierkowski (2002) – 500 m hosszú, felfüggesztve 54 drótkötéllel, 2 pilonon; a Trasa Siekierkowska („Siekierki-út”) része.
- Maria Skłodowska Curie-híd (2012)[4] - 795 m hosszú, a leendő város körüli útgyűrű északi szakaszának része. A varsóiak Északi hídnak nevezik (Most Północny). 2011 decemberében a városi tanács megszavazta, hogy a híd Maria Skłodowska Curie nevét viselje.[5] Később villamosok is fognak közlekedni a hídon, egyelőre csak a sínek épültek meg.

## Légi közlekedés
Varsóban egy nemzetközi repülőtér van, a Warszawa-Okęcie, hivatalosan Varsó-Chopin repülőtér (IATA: WAW, ICAO: EPWA), Włochy kerületben, kb. 10 km-re délre a város központjától. 2014-ben 10 590 000 utast szolgált ki, naponta mintegy 100 belföldi és nemzetközi járatot indít (a lengyel légiforgalom csaknem 50%-át). Ez a legnagyobb lengyel repülőtér. Két utasterminálból, egy teherforgalmi repülőtérből (cargo) és egy katonai repülőtérből áll.
2012 júliusában megnyitották Varsó második, diszkont légitársaságok kiszolgálását végző repülőterét egy korábbi katonai repülőtér helyén Modlinban (IATA: WMI, ICAO: EPMO, a várostól kb. 40 km északnyugatra, a Narew folyó torkolatánál). Az új repülőtér a diszkont járatokon kívül cargo és charter repüléseket szolgál ki.

## Tömegközlekedés

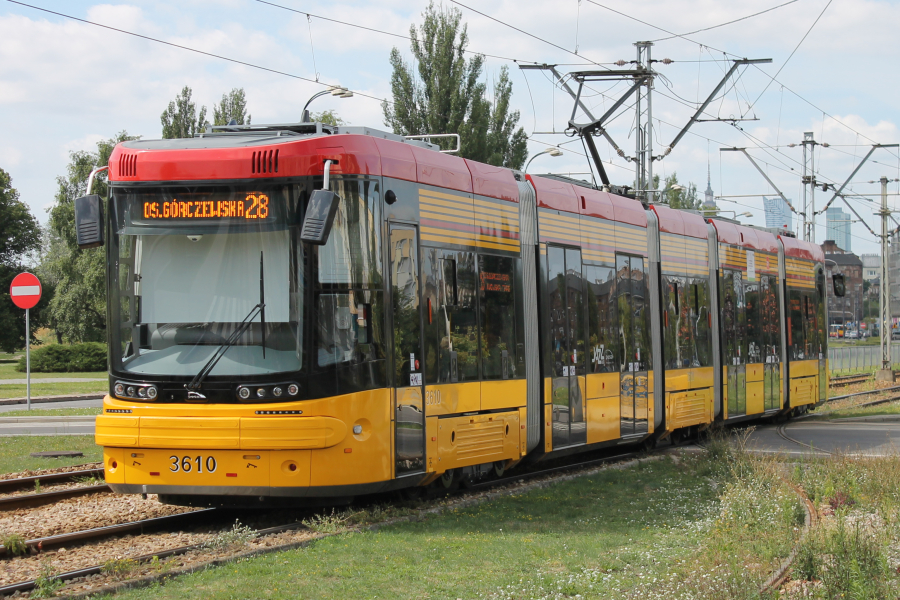
PESA 128N Jazz Duo

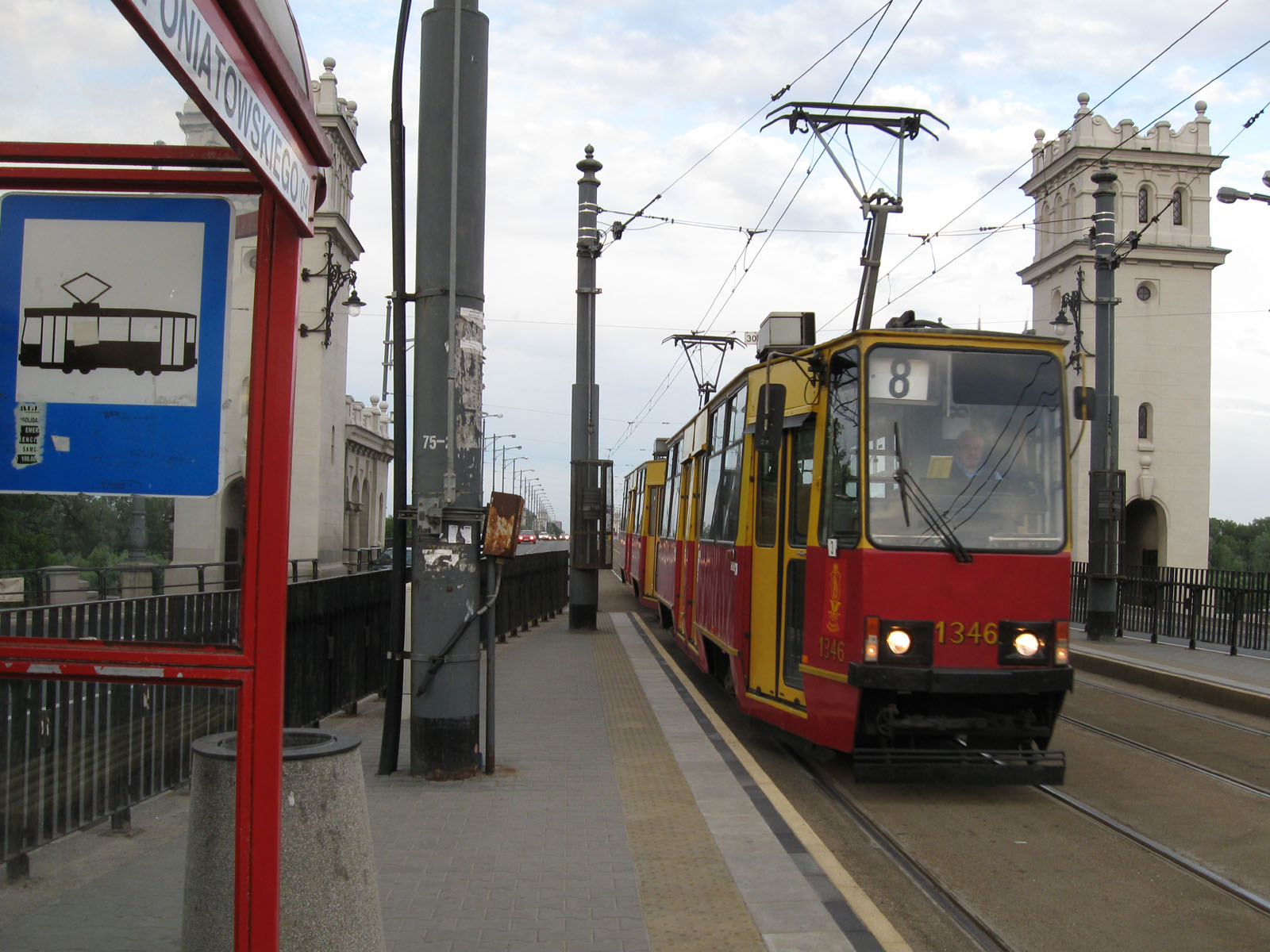
Konstal 105N

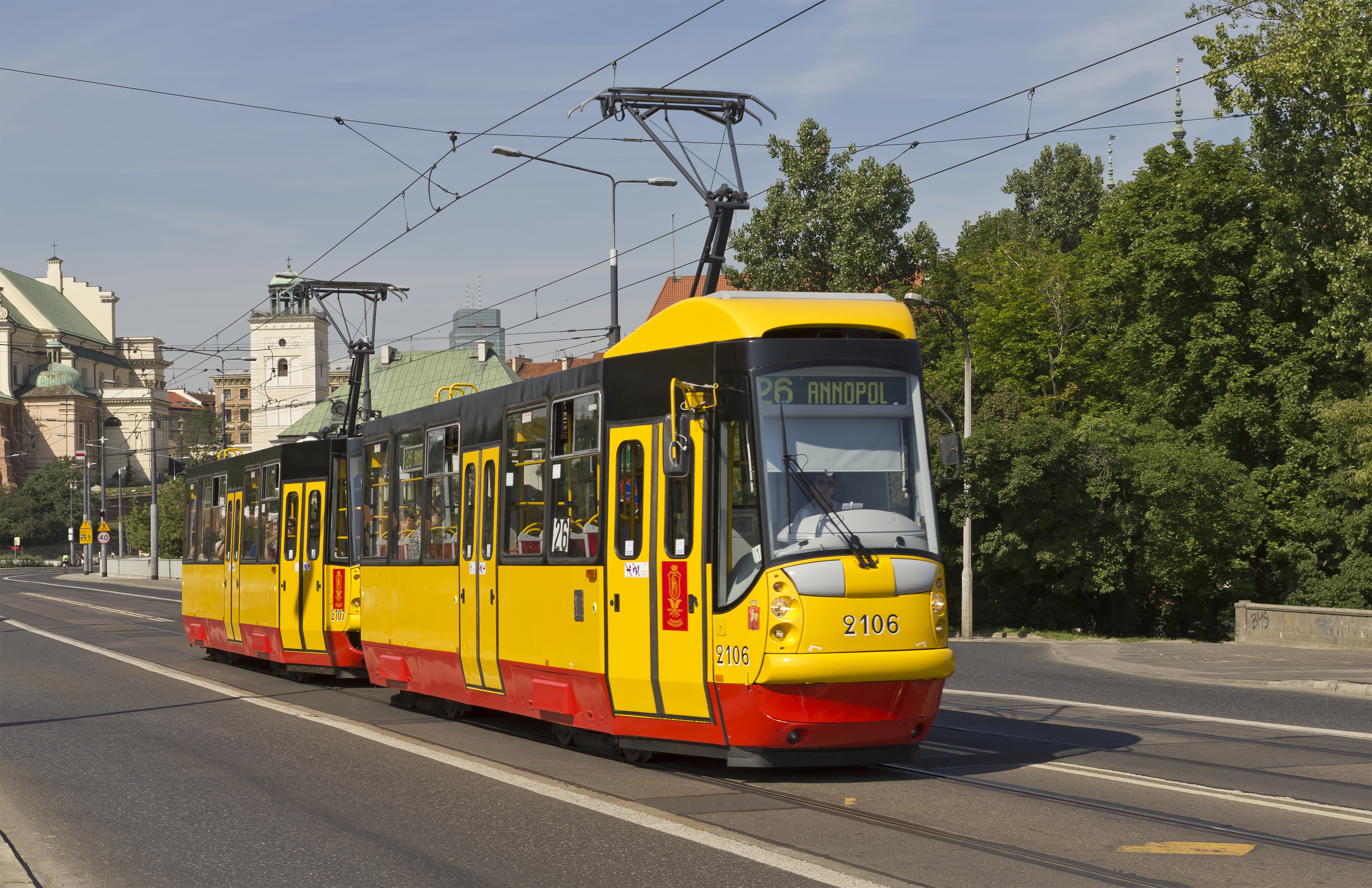
Konstal 105N2k

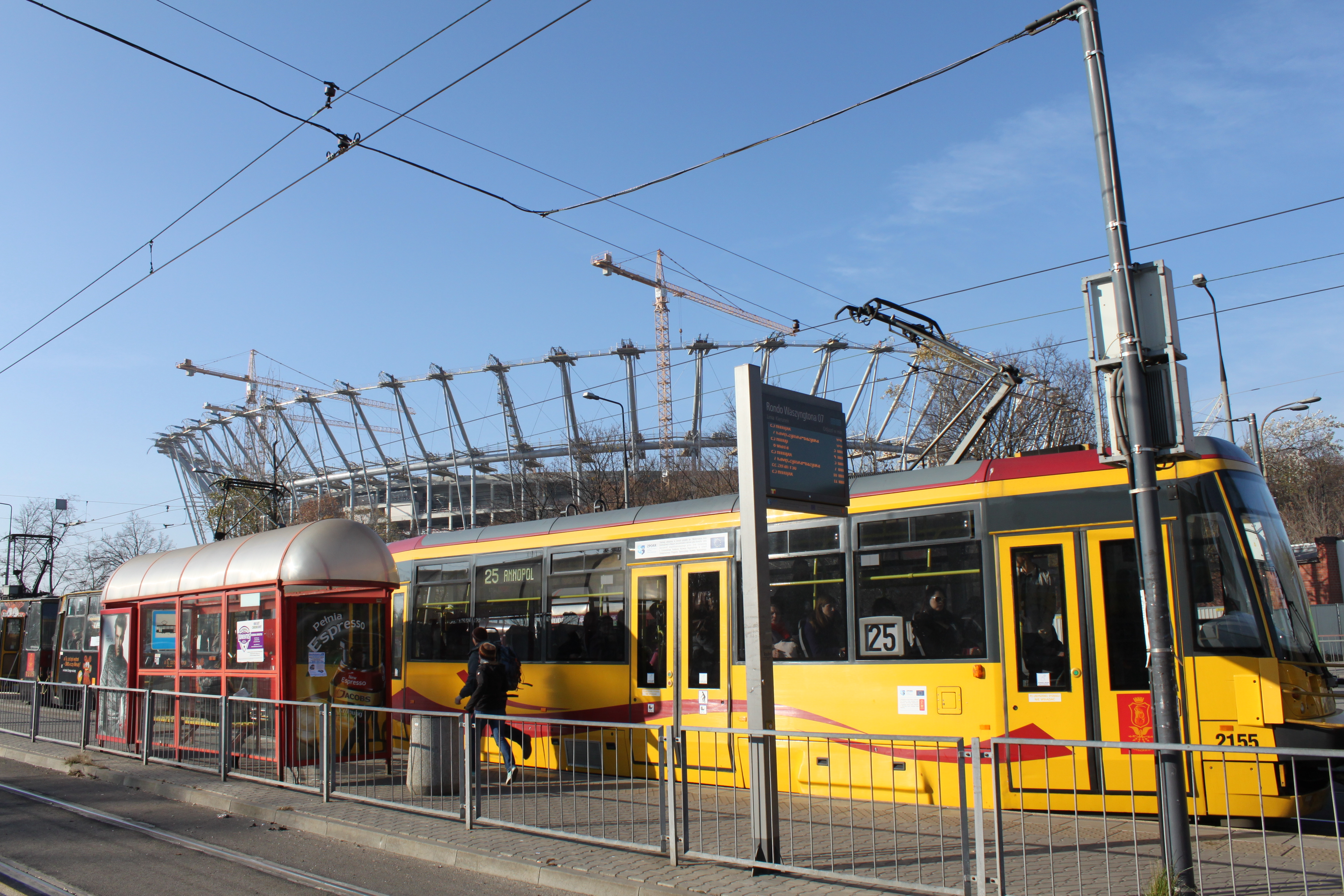
123N

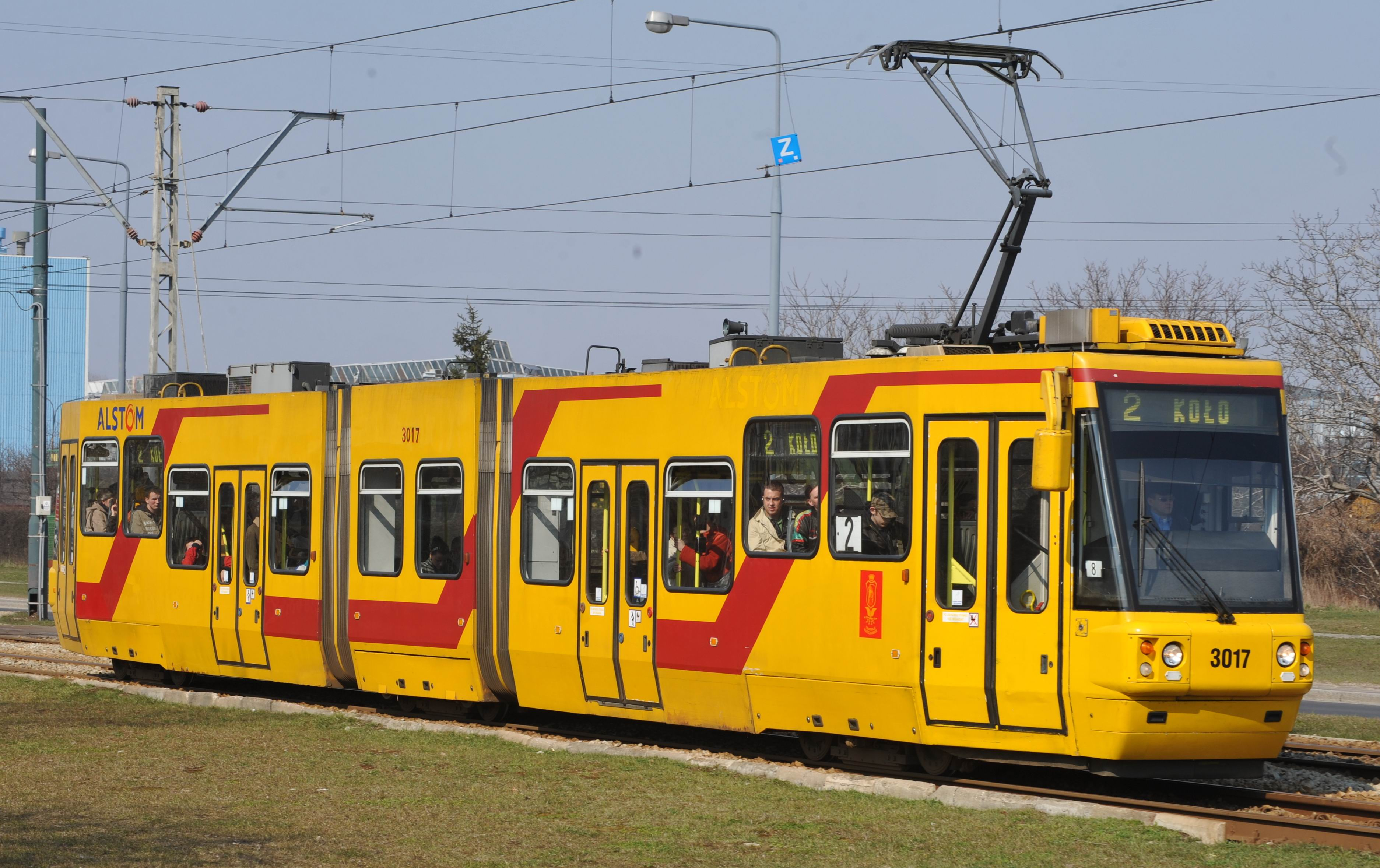
Konstal 116Na/1

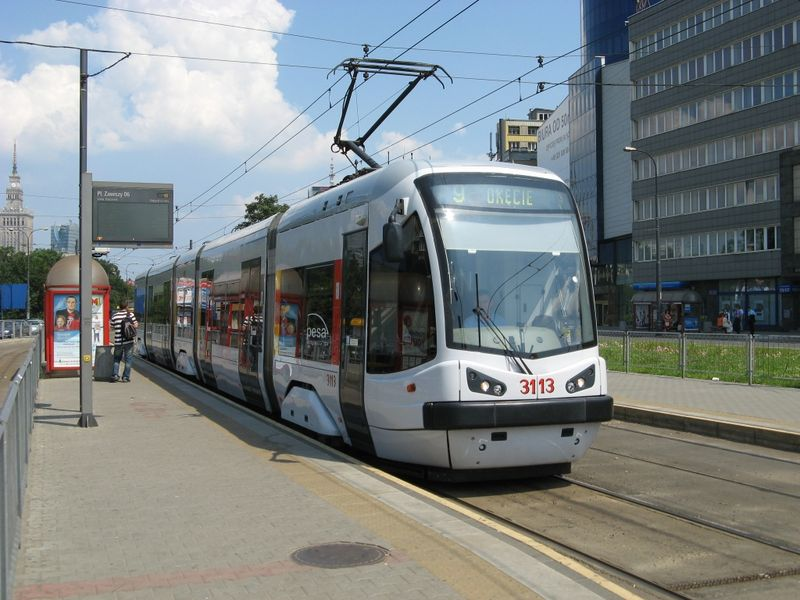
PESA 120N

Varsó közösségi közlekedését autóbuszok, villamosok, metró és a városi gyorsvasút (SKM) vonatai bonyolítják le. A tömegközlekedést – mind a járműveket, mind a közlekedés megszervezését – 1994-ig a Városi Közlekedési Vállalat (MZK) felügyelte. 1992-ben megalapították a Városi Közlekedési Igazgatóságot (Zarząd Transportu Miejskiego, ZTM), amely a jegyekkel, útvonalakkal és menetrenddel foglalkozik, de a járművek karbantartásával nem. 1994-ben az MZK-t két vállalatra osztották: a Varsói Villamosüzemre és Városi Autóbuszvállalatra, amelyek a járműveket szolgáltatják. A ZTM jegyei a Mazóviai Vasút és a Varsói Helyiérdekű Vasút vonataira is érvényesek, de csak Varsóban és a legközelebbi környékén; a ZTM itt nem dönt a forgalom megszervezéséről.
A szocialista időkben a varsóiak 90%-a használta a tömegközlekedést; az 1990-es években, amikor a gépkocsi népszerű és könnyen megszerezhető lett, ez az arány 60%-ra csökkent. Hogy ellensúlyozza ezt a tendenciát, a város új járműveket vásárol a régiek helyére, amelyek nagy része 30 éves vagy még régebbi.

### Villamosok
Az első lóvasút 1866-ban indult Varsóban, 1908-ban pedig elindult az első villamos. A két háború közti időkben a villamosokat államosították, és sok új vonalat létesítettek. A II. világháború idején is jártak a villamosok (a lengyel hadjárat és a varsói felkelés időszakán kívül), minden járműben volt szakasz „csak németeknek” („Nur für Deutsche”) megjelöléssel.
1967–73 között a város vezetése néhány villamosvonalat és az összes trolibuszvonalat felszámolta. Abban az időben ez volt az irányzat egész Európában, és a lengyel döntéshozók is „másolták” az elgondolást, de nem látták (vagy nem akarták látni), hogy Nyugat-Európában a villamos- és trolibuszvonalak felszámolása a metróvonalak fejlődésével járt együtt - Varsóban pedig senki nem gondolt a metró építésére. E korszaktól fogva túlsúlyba került az autóbuszközlekedés, annak ellenére is, hogy 1990-től új villamosvonalak épültek.
A villamosok műszaki kiszolgálásával a Varsói Villamosok (Tramwaje Warszawskie – TW) foglalkozik. Varsóban négy villamoskocsiszín van. A villamosok általában 4.30-tól 23.30-ig járnak. Mostanában (2015 augusztusa) a városban a következő jármű típusai járnak:
- Konstal 105Na – 83 kétvagonos + 5 egyvagonos, magas padlószintű, 1979-92 között Chorzówban gyártották,
- 105Na-tól származó villamosok (105Nb, 105Nb/e, 105Ne, 105Nf, 105Ng, 105Ni, 105N2k, 105N2k/2000, 105Nz) – 120 kétvagonos + 11 egyvagonos, 1989-2001 között gyártották,
- Konstal 123N – 14 kétvagonos + 2 egyvagonos, magas padlószintű, 2006-tól Poznańban gyártották,
- Konstal 112N – 1 darab (prototípus), csuklós, alacsony padlószintű, 1995-ben Chorzówban gyártották,
- Konstal 116N – 29 darab, csuklós, alacsony padlószintű, 1998-2000 között Chorzówban gyártották,
- PESA 120N (2007-től) és 120Na (2010-től) – összesen 195 darab, csuklós, alacsony padlószintű,  Bydgoszczban gyártották,
- PESA 120Na Swing DUO (2012-től) – 6 darab, csuklós, alacsony padlószintű, ajtók két oldalon,
- PESA 128N Jazz DUO (2014-től) – 50 darab, csuklós, alacsony padlószintű, ajtók két oldalon,
- PESA 134N Jazz (2015-től) – 30 darab, csuklós, alacsony padlószintű.

A villamosvonalak teljes hossza 276 km. A járatok üzemideje általában 4.30-tól 23.30-ig tart.

### Autóbuszok
1920-ban a villamosvállalaton belül létrehozták az Autóbuszforgalmi Osztályt. Kezdetben az autóbuszok civileket nem szállítottak, csak katonákat, akik a lengyel–szovjet háború alatt Varsót védték. Az első három útvonalon egy évvel később indult meg a polgári közlekedés. A II. világháború után csak egy jármű maradt épségben.
A varsói utcákon 1945 áprilisában jelentek meg újból az autóbuszok. Kezdetben ezek átalakított teherautók voltak, melyeket lassanként igazi autóbuszokra cseréltek le (nagy részüket Varsó ajándékba kapta más európai városoktól, köztük sok francia Chaussont). 1951-ben megjelentek az első magyar Ikarus 601-ek, 1963-ban pedig a lengyel Jelcz-kocsik. Utóbbiakat a Wrocław mellett fekvő Jelcz városban gyártották. Jellegzetes alakja miatt ezt a járművet „Uborkának” hívták.
Az 1960-as évek elején az MZK kísérletileg két, balesetben tönkrement Jelcz részeiből készített egy csuklós autóbuszt. A vizsgálat pozitív eredményt hozott, így a jelczi gyár elkezdte gyártani a csuklós Jelczeket (Jelcz AP 02).
1973-tól Varsóban a francia Berliet licence alapján gyártott Jelczek jártak. A típus elég kényelmes volt, de nem bizonyult alkalmasnak akkora terhelésre, aminek Varsóban ki volt téve (az utasok száma és az utcák rossz állapota), és gyakoriak voltak a meghibásodások, különösen a szigorú teleken. A végső döntést a Berlietek kivonásáról az MZK 1977-ben hozta meg.
Az MZK ekkor átállt az Ikarusok üzemeltetésére, és 1978-tól kizárólag ilyen gyártmányú autóbuszokból állt a flottája. Az első típus az Ikarus 280 volt. Az Ikarusok nagyon erősek és tágasak voltak, megbízhatóbbak, mint a Jelczek, és a pótalkatrészek is könnyen beszerezhetőek voltak. Varsóban főként Ikarus 280 és 260, valamint néhány 405, 411, 417 és 435 típusú jármű közlekedett. Az utolsó darabokat 1995-ben importálták be. 2013-ban kivonták az Ikarust a varsói utcákról.
1992–2009 között ismét Jelczeket vásároltak, de újabb típusokat; 2001–2006 között német MAN autóbuszokat, 1994–99 között a szintén német Neoplant. 1999-től Varsó a Poznańhoz közel gyártott lengyel Solarisokból is vásárolt.
Varsóban kizárólag alacsony padlószintű autóbuszok közlekednek.
Az autóbuszok műszaki kiszolgálásával a Városi Autóbuszvállalat (Miejskie Zakłady Autobusowe – MZA) foglalkozik, de van még négy cég, amelynek az autóbuszai járnak Varsóban: a Mobilis, az Arriva, MIchalczewski és a PKS (Autóközlekedési Vállalat) egyik üzemegysége (Grodzisk Mazowiecki székhellyel). Ezektől a cégektől is a ZTM rendeli meg a szolgáltatást.
Az autóbuszvonalak teljes hosszúsága kb. 2600 km. A nappali járatok általában hajnali 4 órától éjfélig, az éjszakaiak 23-tól 5-ig járnak.
Állomány
A jelenlegi buszpark:
Miejskie Zakłady Autobusowe w Warszawie:
- MAN NG313 – 61 darab
- MAN NG313 Lion's City G – 3 darab
- MAN NG313 Lion's City G CNG – 50 darab
- MAN NG363 Lion's City G – 70 darab
- MAN NL313 Lion's City CNG – 50 darab
- Mercedes Conecto – 35 darab
- Mercedes Conecto G – 105 darab
- Solaris Urbino 10 – 36 darab
- Solaris Urbino 12 – 165 darab
- Solaris Urbino 12 Electric – 20 darab
- Solaris Urbino 18 – 615 darab
- Solaris Urbino 18 Electric – 5 darab
- Solaris Urbino 18 Hybrid – 4 darab
- Solbus Solcity 10 – 40 darab
- Solbus Solcity 12 – 25 darab
- Solbus Solcity 18 – 47 darab
- Solbus Solcity 18 LNG – 35 darab
- Ursus CS12E – 9 darab

Mobilis:
- MAN NL253 Lion's City Hybrid – 61 darab
- Mercedes Conecto G – 54 darab
- Solaris Urbino 8,9 LE – 54 darab

Arriva:
- Otokar Vectio C – 34 darab
- Solaris Urbino 12 – 49 darab
- Solaris Urbino 12 Hybrid – 5 darab
- Solaris Urbino 18 CNG – 54 darab

PKS Grodzisk Mazowiecki:
- MAN NL293 B100 Lion's City – 5 darab
- Solaris Urbino 12 – 49 darab

KM Łomianki:
- Jelcz M121I – 3 darab
- Jelcz M121M – 5 darab
- Solaris Urbino 12 – 21 darab
- Solaris Urbino 12 Electric – 2 darab
- Ursus CS12LF – 2 darab

Michalczewski:
- Scania CN280UB CNG – 29 darab

Gyártónként:
- Solaris: 1 079 darab
- MAN: 300 darab
- Mercedes: 194 darab
- Solbus: 147 darab
- Otokar: 34 darab
- Scania: 29 darab
- Ursus: 11 darab
- Jelcz: 8 darab

Százon felüli darabszámmal a lengyel Solbus, a német Mercedes és a szintén német MAN buszai üzemelnek, a lengyel Solarisok száma pedig több mint ezer. Jelen van továbbá a török Otokar, a svéd Scania, a lengyel Ursus és a szintén lengyel Jelcz.
- Varsóban 1 802 busz üzemel, melynek körülbelül 300 darab alternatív hajtású.
- A buszok fényezése általában (fehér-)sárga-piros, kivéve az MZA 4 db Solaris Urbino 18 Hybrid-jét (ezüst-piros).

### Metró

Varsói metró

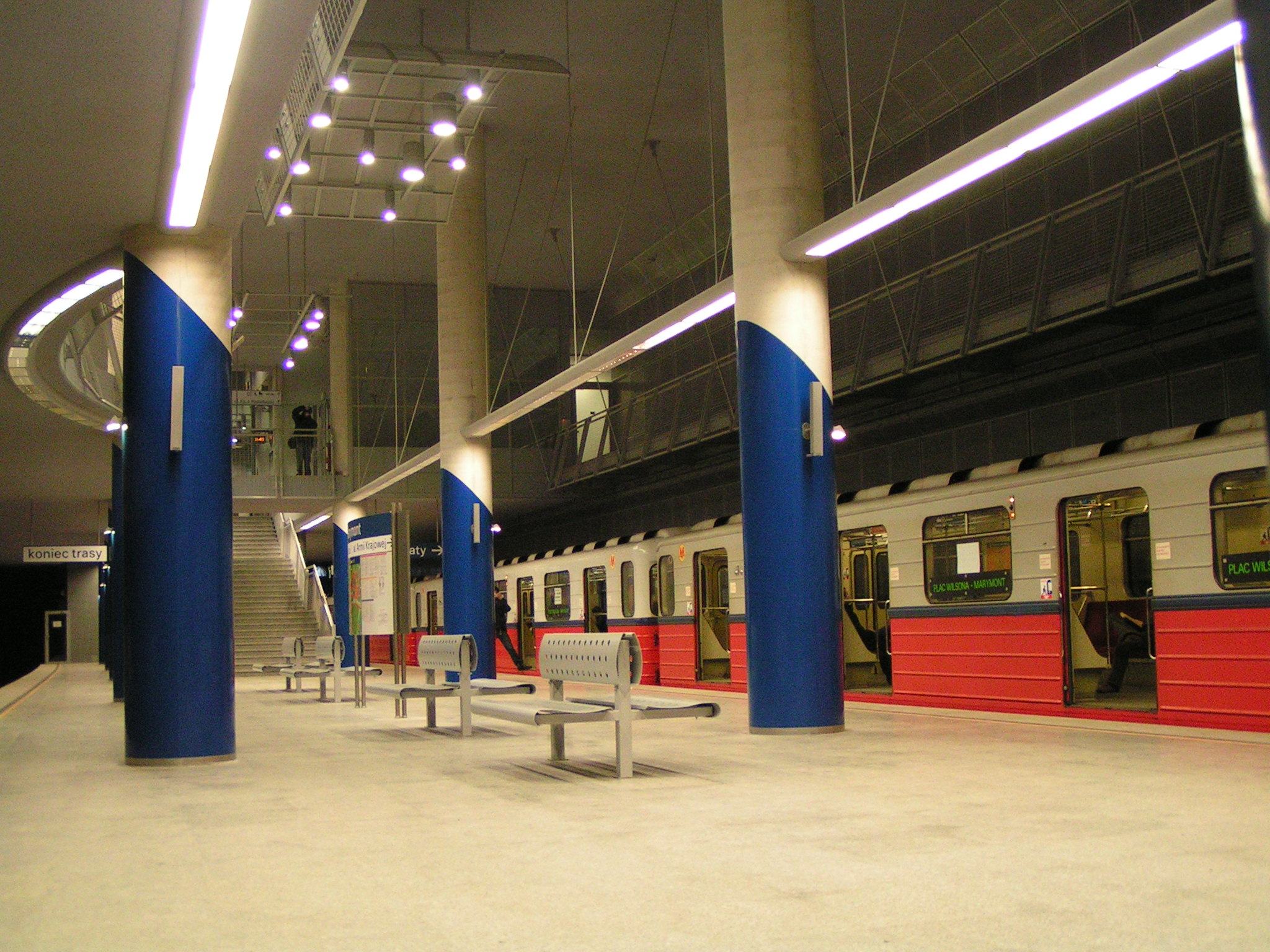
"Marymont" állomás 81 tipusú vonattal

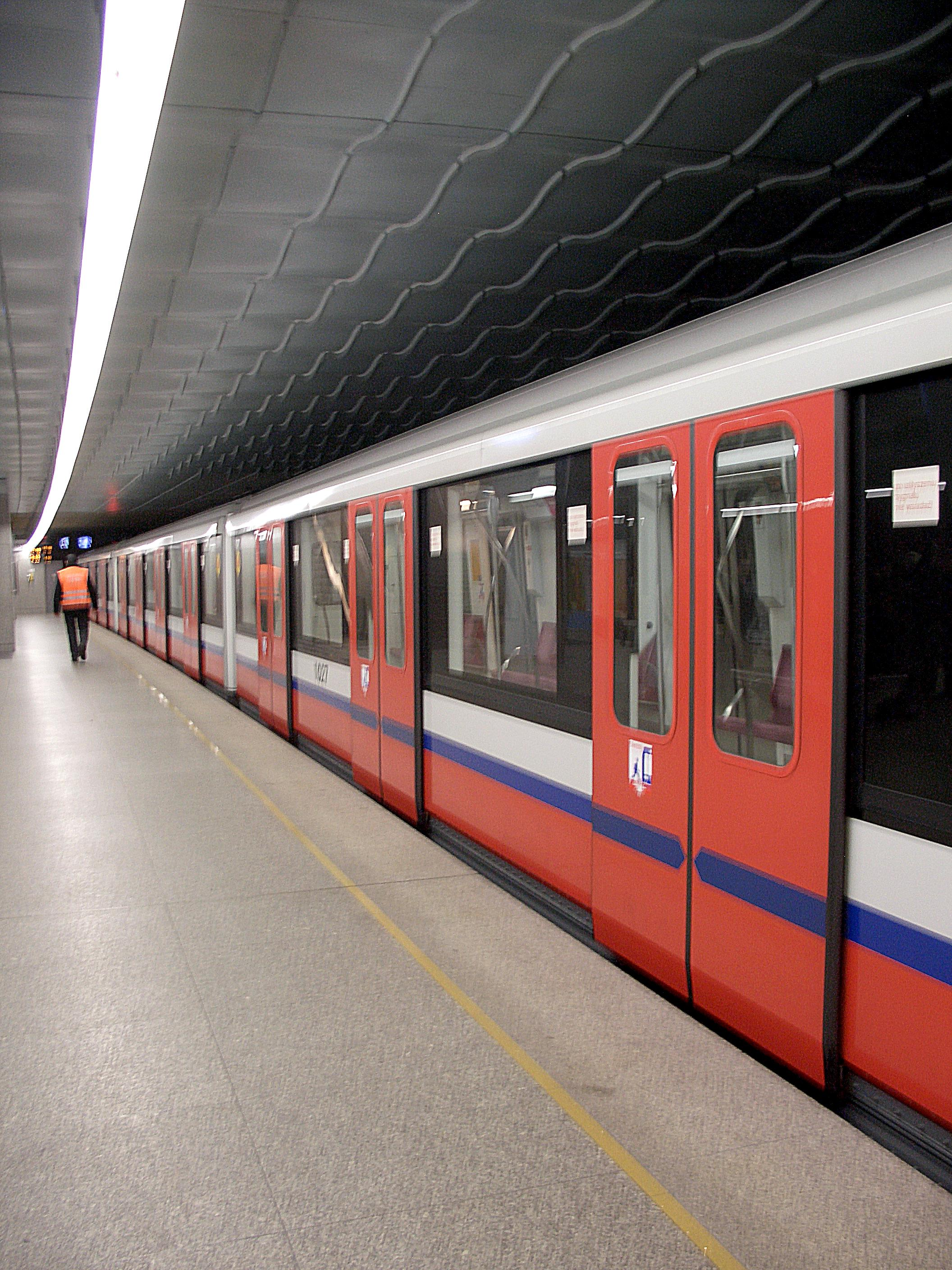
Metropolis tipusú vonat

Az első metróépítési tervek 1925-ben merültek fel. Két vonalat terveztek építeni: egy észak-délit és egy nyugat-keletit. A munkálatokat először a nagy gazdasági válság, majd a II. világháború miatt hagyták abba. A háború után visszatértek a metróépítés terveihez, még maga Sztálin is felajánlotta a segítségét, de Bolesław Bierut államelnöknek a Kultúrpalota jobban tetszett, azt mondta, hogy „Varsónak metró nem szükséges”. 1951-ben megint megkezdték a tervezést és az építést, de 1957-ben műszaki nehézségek miatt teljesen abbahagyták a munkálatokat, sőt, a Minisztertanács megtiltotta, hogy a tömegtájékoztatási eszközök megemlítsék a metrót.
1974-ben ismét megalakult a Metróépítési Igazgatóság, és 1983-ban végre elkezdték az építést. Csak 1995-ben fejezték be: április 7-én indult meg az első szerelvény a Kabaty-erdő („Kabaty” állomás) és a Műszaki Egyetem („Politechnika” állomás) között. Az első vonatok orosz gyártmányok voltak (81-es típusú kocsik Mityiscsiból), 2000-ben pedig a francia Alstomtól vásárolt kocsikat Varsó (az Alstom-kocsikat ezután Chorzówban gyártották). A vonalat fokozatosan meghosszabbították az ArcelorMittal Kohóig („Młociny” állomás – 2008. október 25.) Az egész vonal hosszúsága 23 km.
A második vonal teljes kiépítésben Bemowo kerületből Pragába (Bródno lakótelepre) vezet majd. 2010. szeptember 11-én elkezdődött a második vonal építése, első, központi szakaszán 2015. március 8-án indult meg a forgalom. 2019. szeptember 15-én három új állomást adtak át a vonal keleti végén.
A metrót a Varsói Metró Kft. („Metro Warszawskie” sp. z o.o.) felügyeli. A metrókocsik típusai a következőek:
- 81 – orosz, Szentpétervárból és Mityiscsiból, 60 régebbi (1990-ben, 1994-ben és 1997-ben vásárolták) és 60 újabb (2007-ben és 2008-ban vásárolva) - összesen 20 vonat,
- Metropolis – a francia ALSTOM-ból (2000-ben 4 vonat Barcelonában gyártott, 2001-05 között 14 vonat Chorzówban gyártott),
- Inspiro - Siemens-ből, 2013-tól, 35 vonat, Bécsben és Újszandecben gyártott.

2000-ig az utazás ingyenes volt, mert a „Metro Warszawskie” növelni akarta népszerűséget (bár már az elejétől fogva rengeteg ember használta a metrót). 2000 októberétől minden állomáson mágneses beléptetőkapuk állnak, és ZTM-jeggyel lehet utazni.

### SKM

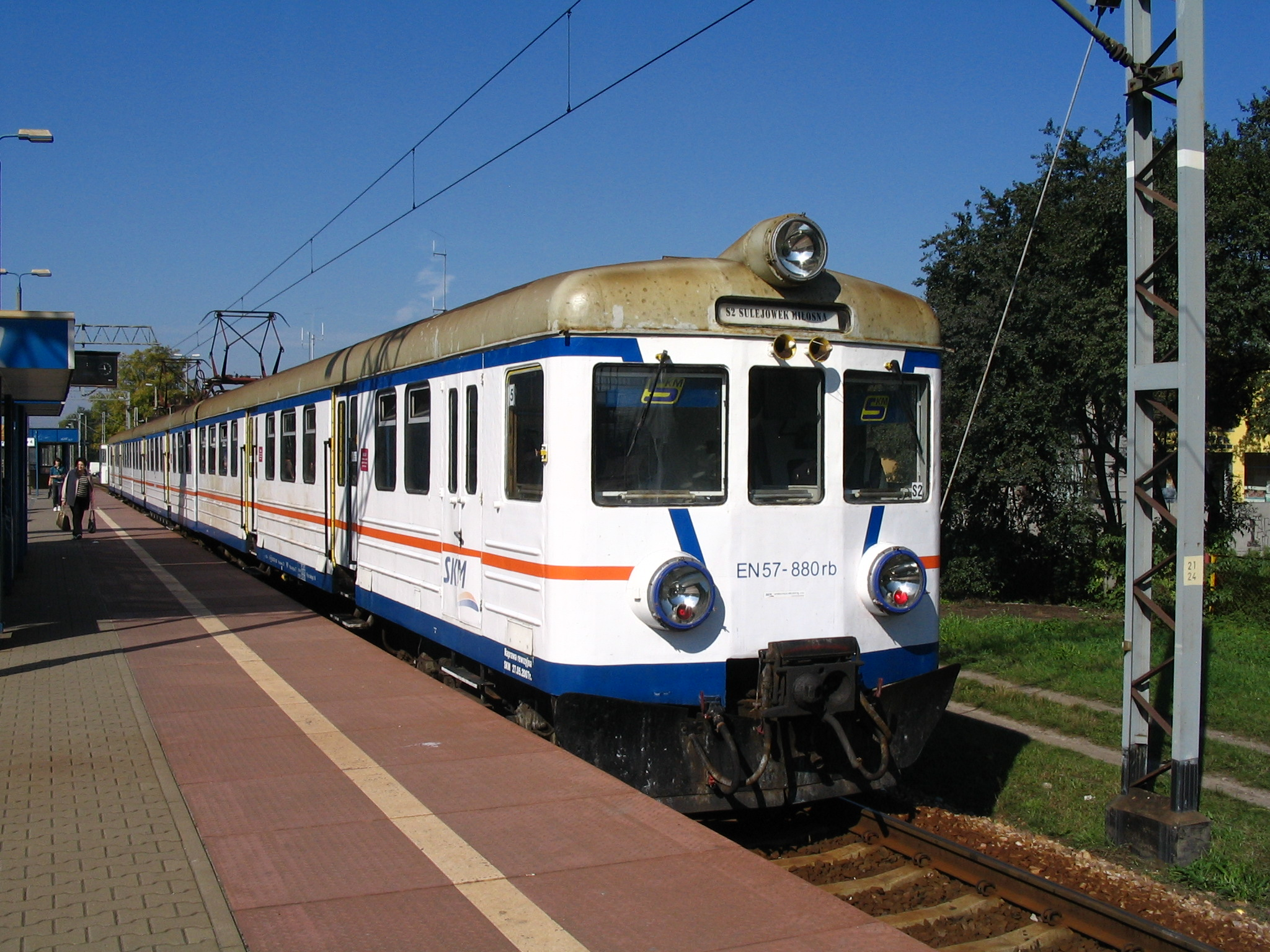
PKP EN57 sorozatú motorvonat

SKM vonatok Varsóban

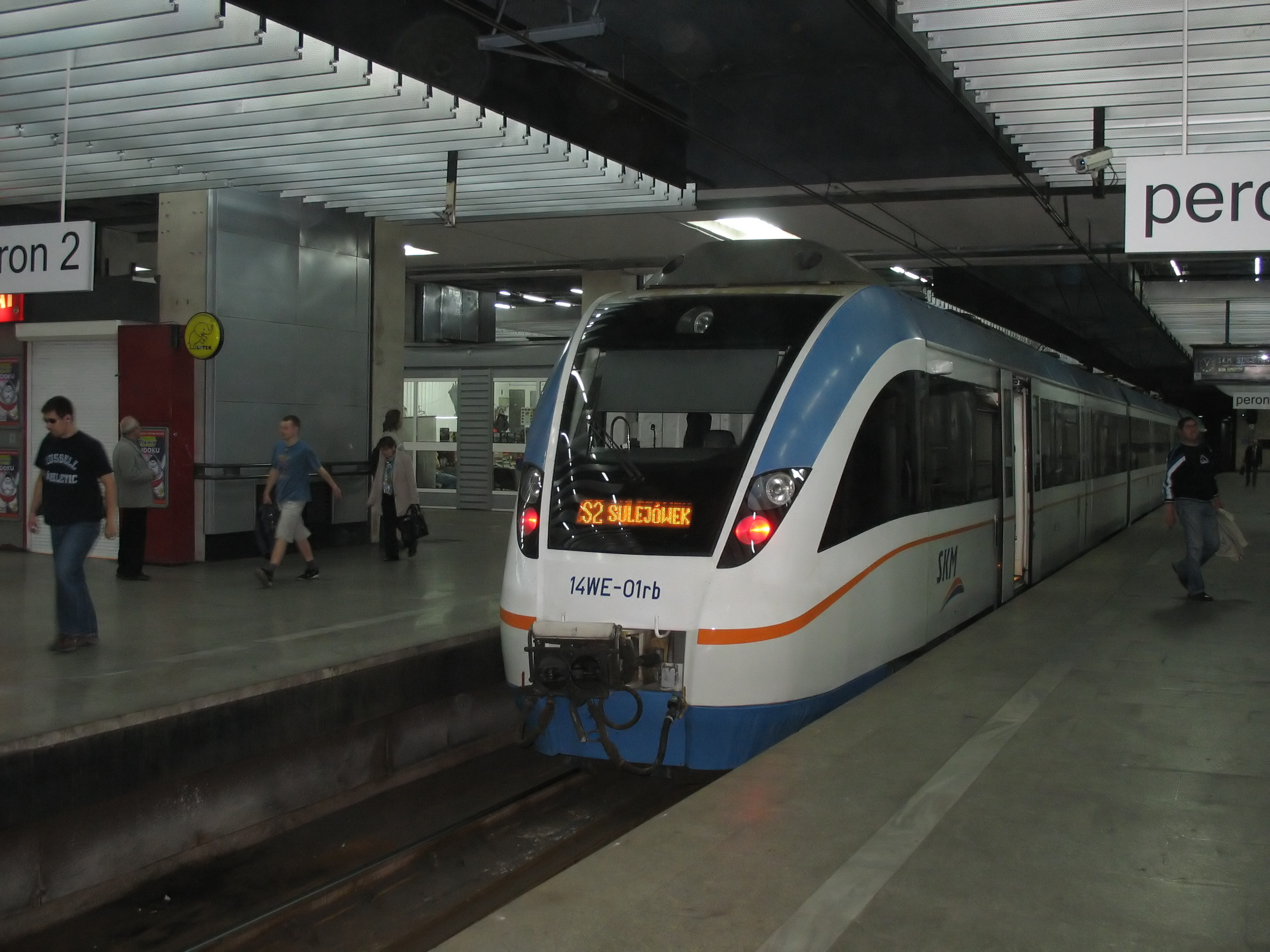
14WE tipusú vonat ("Śródmieście" állomáson)

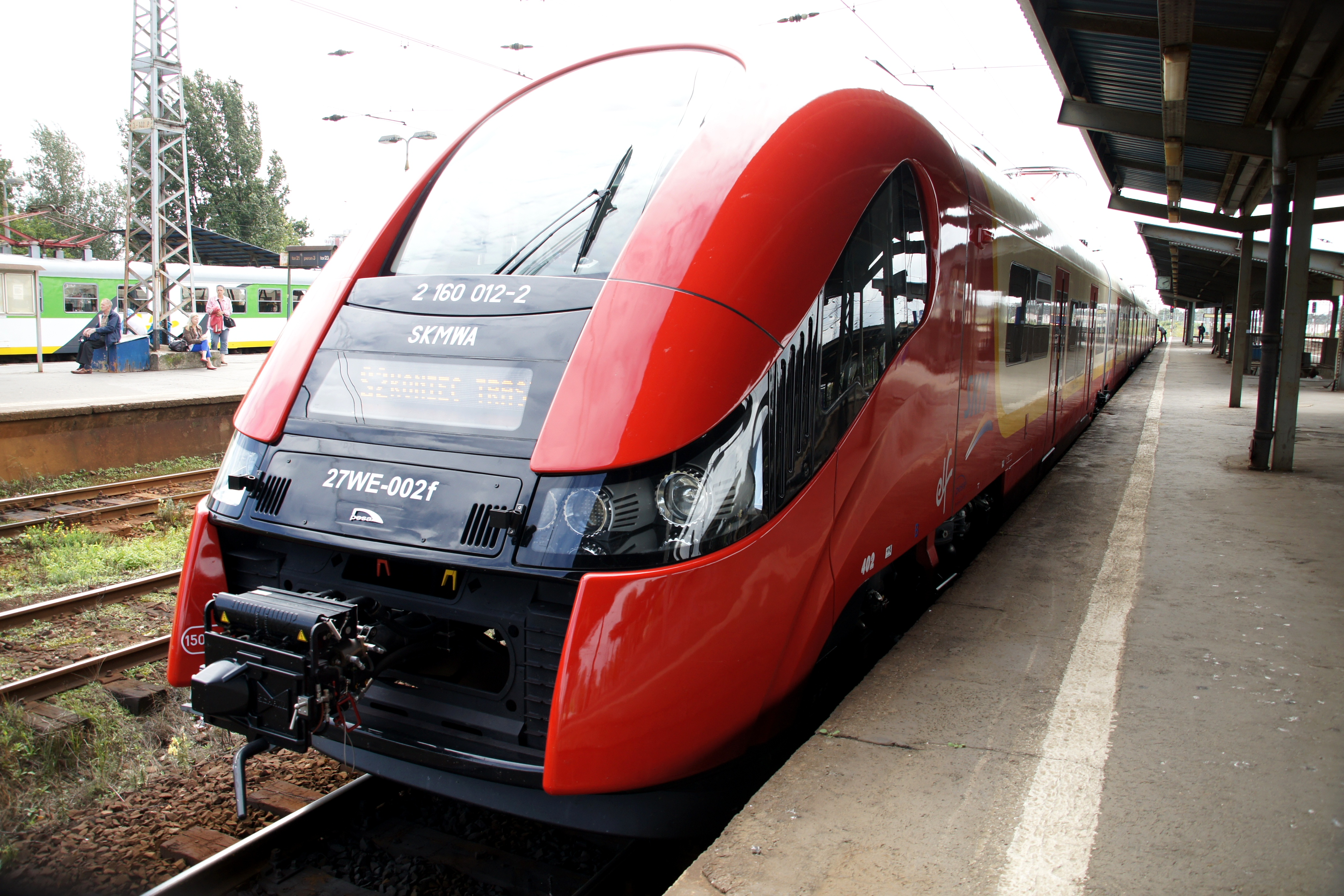
27WE tipusú vonat (Nyugati Pu.)

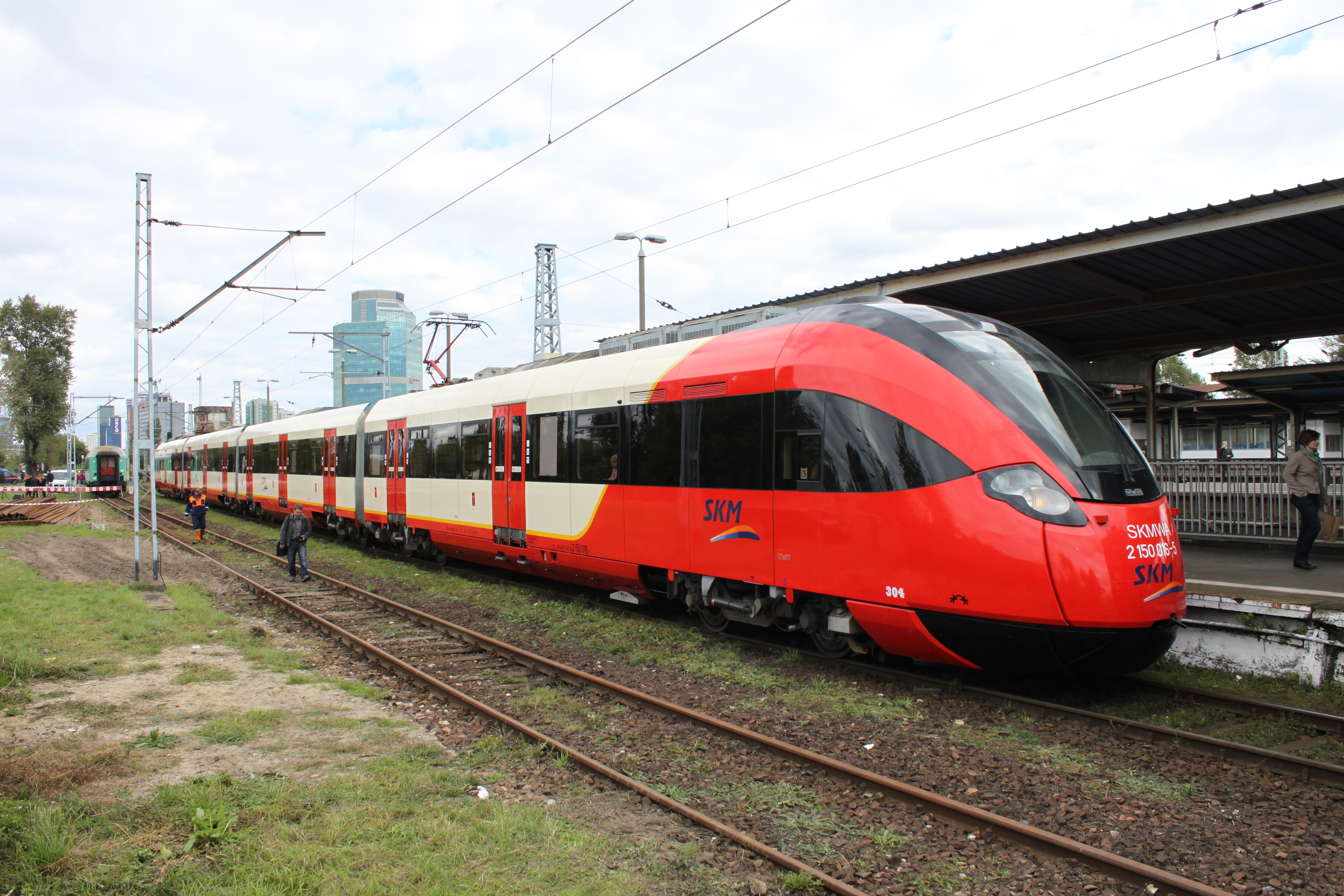
19WE tipusú vonat

Az „SKM” jelentése - „Szybka Kolej Miejska”, azaz Városi Gyorsvasút. Előzménye a Pruszków–Varsó–Otwock villamosvonal volt, amit 1936-ban nyitottak meg. A II. világháború után a város és a vasút nem értettek szót egymással ebben az ügyben (a vasút képviselői azt mondták, hogy a vasút nem villamos). Csak 2002-ben kezdődtek újra a tárgyalások, és 2005 októberében megindult az első SKM-vonat a Nyugati pu.–Varsó-Falenica között. Mivel nem volt túl népszerű (ami a kis járatsűrűség következménye volt), 2006-ban megváltoztatták az útvonalat, ettől kezdve Varsó-Rembertów lett a végállomás.
Jelenleg Varsóban és környékén 4 SKM-vonal létezik:
- S1 – Pruszków-Nyugati Pu.-Keleti Pu.–Otwock – 2010 júniusában az árvíz után, ami elöntötte az Otwockba vezető utat, ideiglenesen visszaállították (Keleti Pu.–Otwock), majd a nagy népszerűségre való tekintettel szeptemberben folyamatos üzemben is megnyitották;
- S2 – Fryderyk Chopin Nemzetközi Repülőtér-Nyugati Pu.-Keleti Pu.–Rembertów-Sulejówek Miłosna – az előző vonal meghosszabbítása: 2010 decemberétől Nyugati Pu.-ig, 2012. június 1-jétől - a Chopin-Repülőtérig;
- S3 - Fryderyk Chopin Nemzetközi Repülőtér-Nyugati Pu.-Keleti Pu.–Legionowo - 2012. június 1-jén indult, két útirány-változata van: Warszawa-Śródmieścién keresztül (S3S) és Központi Pu.-on keresztül (S3C);
- S9 – Gdański pu.–Legionowo–Wieliszew (a Zegrze-tóhoz közel) 2010 márciusától.

Az S2 utolsó meghosszabbítása és az S3 megindulása a 2012-es labdarúgó-Európa-bajnoksággal függ össze.
Az SKM-vonalakon többrészes villamos motorvonatok járnak. Kezdetben a Wrocławban gyártott EN57 kocsik (1961-63 évek) és ezeknek az 1984-től gyártott EN71 változata közlekedtek. Az utóbbi években a város új, Újszandecben gyártott 14WE (2005-07) és 19WE (2008-tól) típusú vonatokat vásárolt. Jelenleg az SKM-vonalakon a következő vonatok járnak:
- 14WE (Halny) – 8 darab, 3 részes,
- 19WE – 4 darab, 4 részes,
- 27WE (Elf) - 13 darab (2010-től), 6 részes,
- 35WE (Impuls) - 1 darab (2012-től), 6 részes.

A PKP EN57 sorozatot és a PKP EN71 sorozatot 2011 szeptemberében kivonták a forgalomból.

### WKD

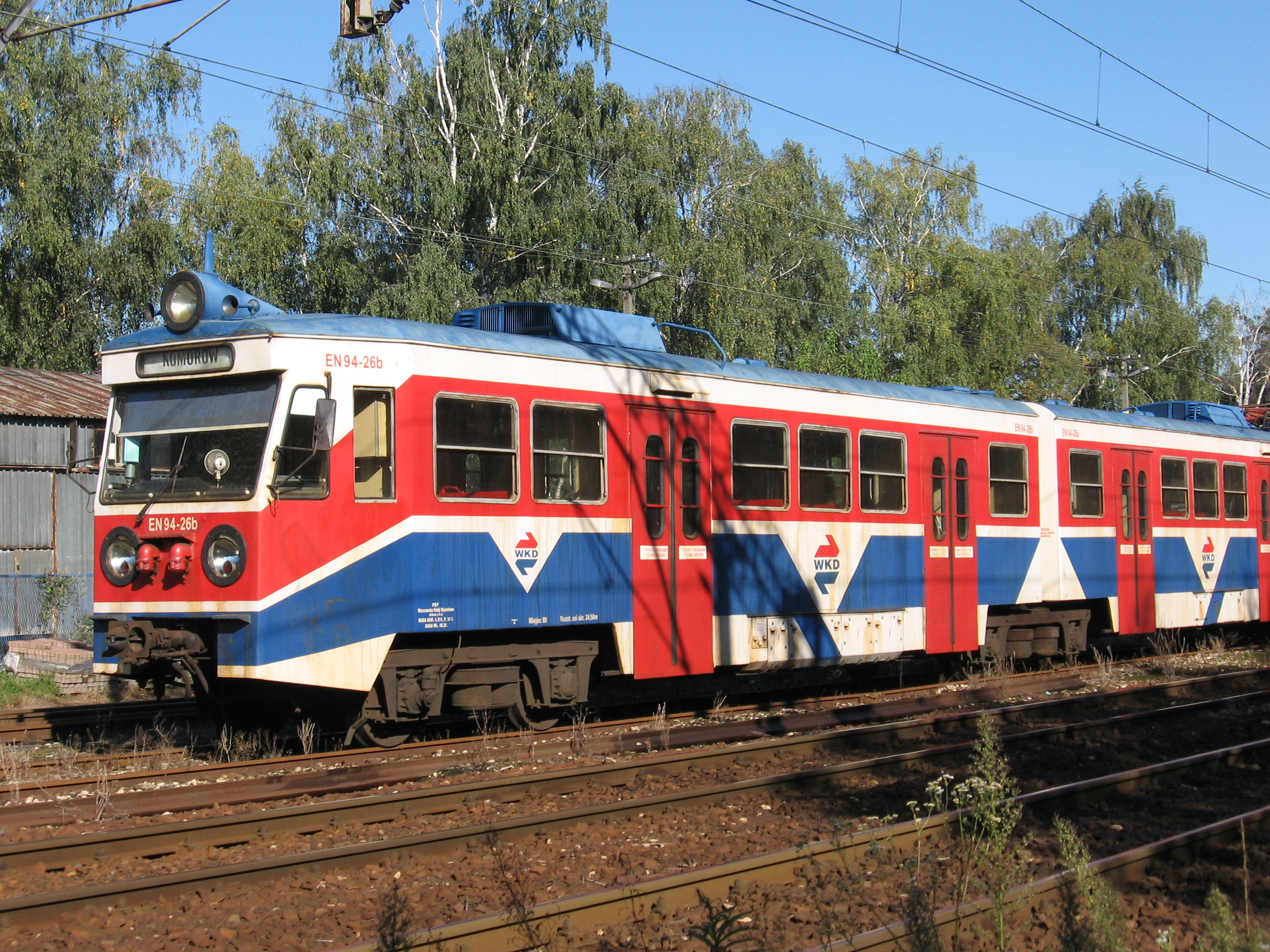
EN94 tipusú vonat

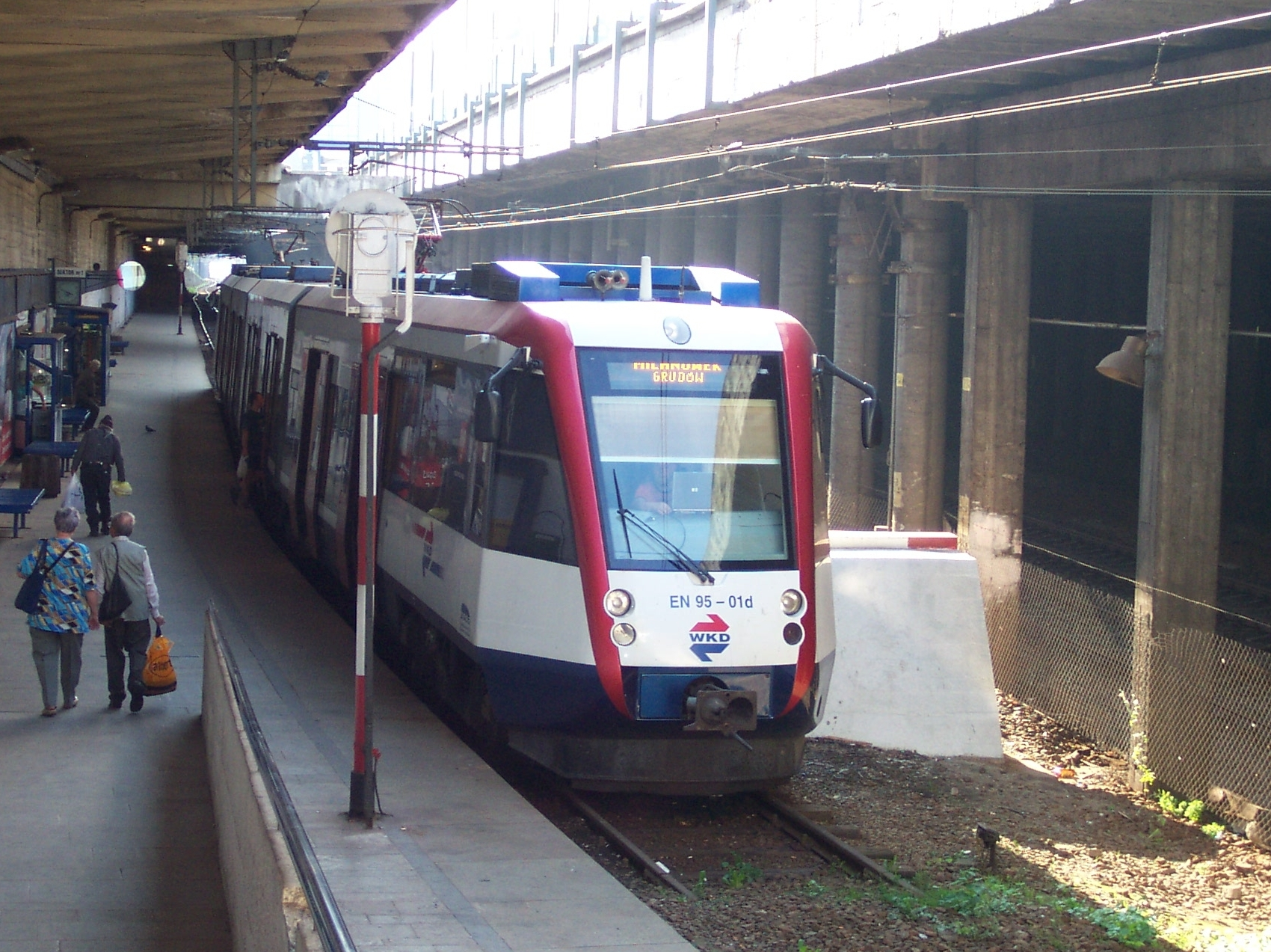
EN95 tipusú vonat

A WKD a „Warszawska Kolej Dojazdowa”, azaz Varsói Helyiérdekű Vasút rövidítése. Ez az egyetlen még létező helyiérdekű vasút. Ilyen keskeny vágányú helyi érdekű vasutak a 19. század végétől épültek: Jabłonna–Varsó–Karczew (a Visztula jobb partja mentén), Varsó (Lublini Unió tér)–Piaseczno–Grójec (az egyik vágány a Puławska utca mentén, a másik Wilanówon és Konstancinon keresztül), Varsó (Vilnai pu.)–Marki–Radzymin. Ezeket a vasutakat az 1960-as, 70-es években felszámolták. 1927-ben megalakult a normál nyomtávolságú helyiérdekű vasút, az EKD (Elektryczna Kolej Dojazdowa – Helyiérdekű Villamosvasút), a WKD elődje, amely a Varsó-Bécsi Vasút mentén, tőle délre haladt. 1951-ben a nevét WKD-re változtatták. 2007-ig a WKD az állam tulajdona volt, 2007-től pedig a Mazóviai Vajdaság Önkormányzatáé.
A WKD vonala Varsó Śródmieście WKD állomásától (ami nem azonos a Śródmieście vasútállomással) Grodzisk Mazowieckiba és Milanówekbe megy. Vonalán két vonattípus jár:
- EN95 – 1 darab, 2004-től gyártott Bydgoszczban (PESA),
- EN97 – 14 darab, 2012-től gyártott Bydgoszczban,
- EN100 – 6 darab, 2016-tól gyártott Újszandecban (Newag).

### Vasút

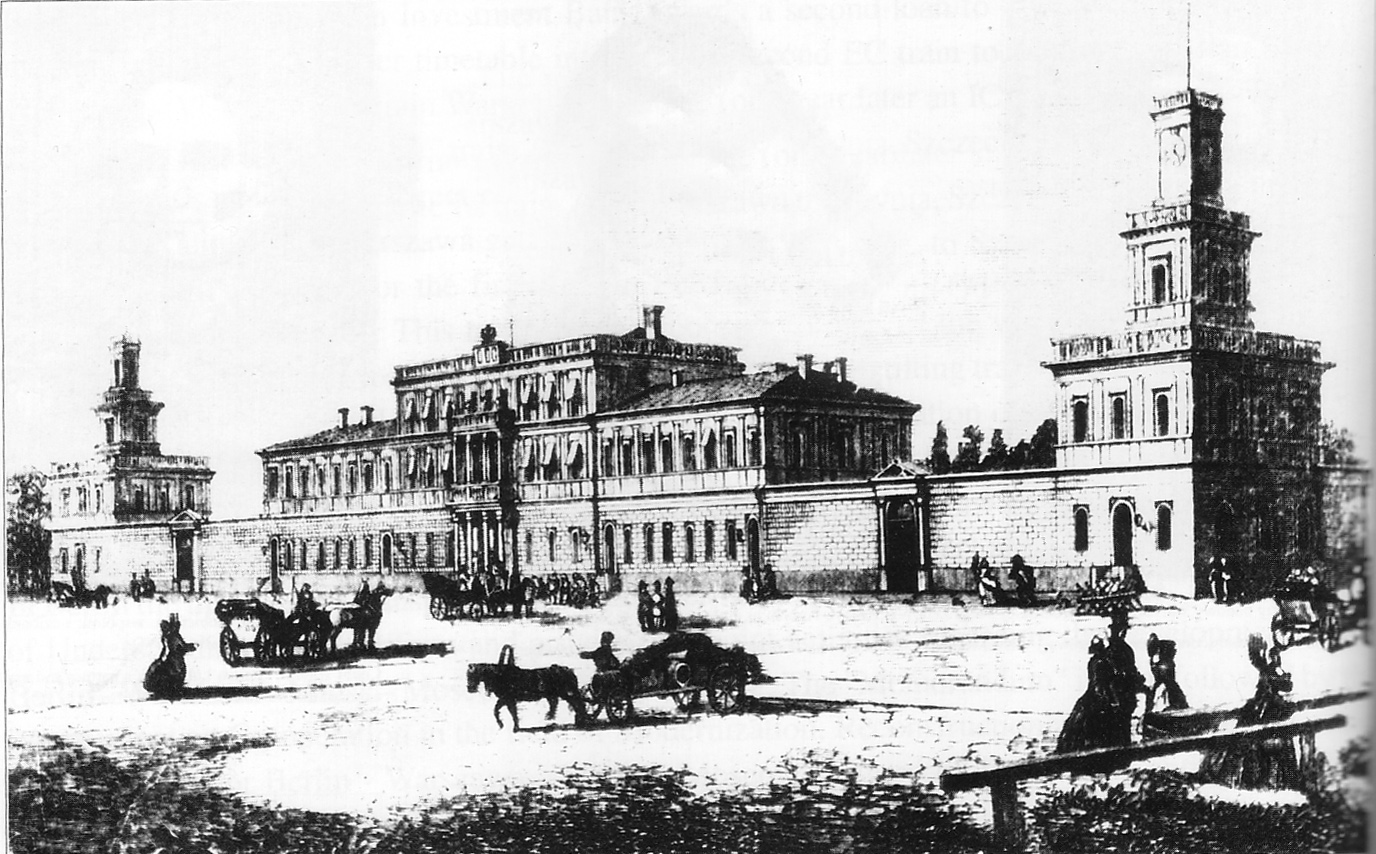
Bécsi Pályaudvar - a Varsó-Bécsi Vasút végállomása

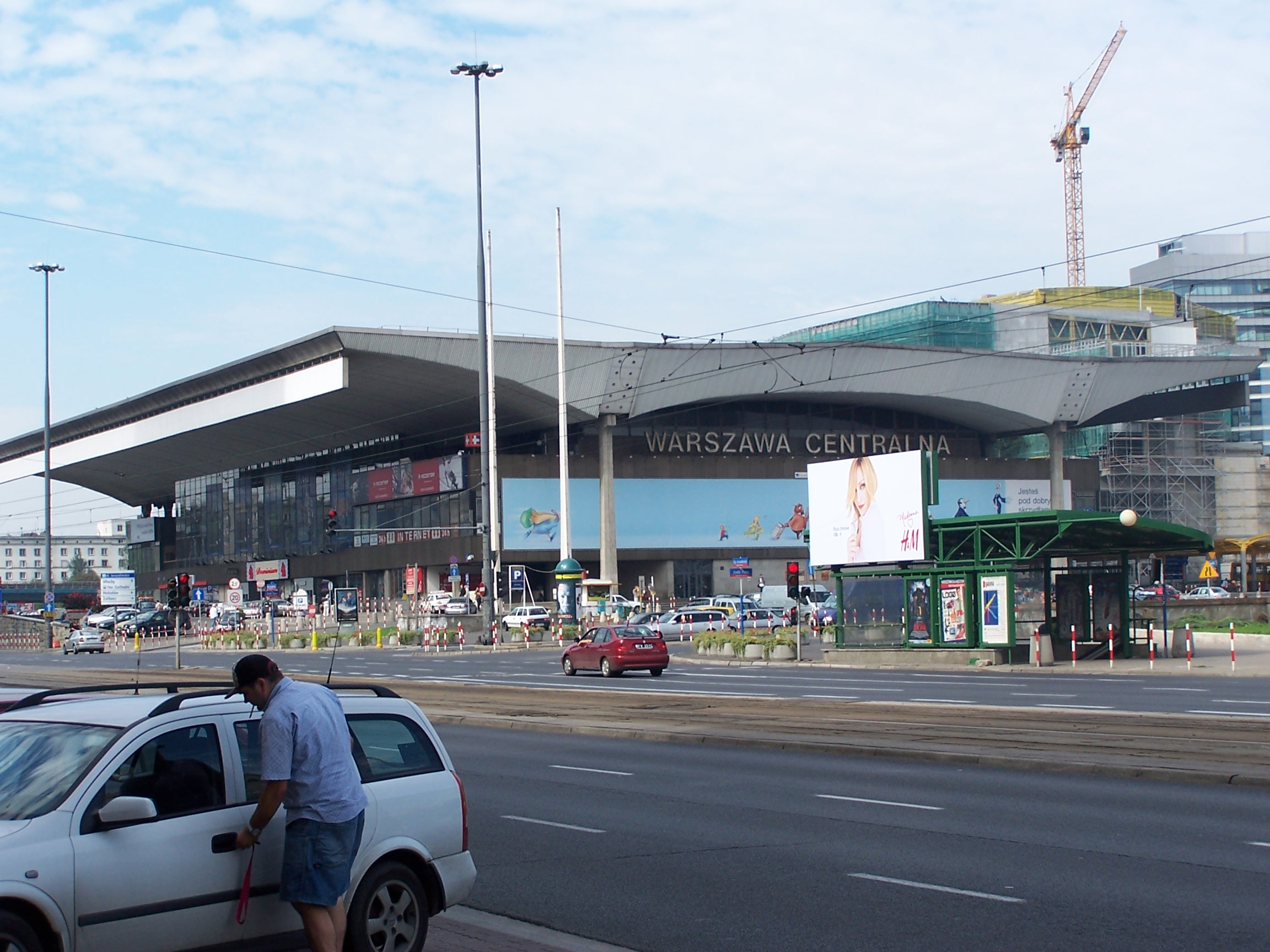
Központi Pályaudvar

Az első, Varsót elérő vasútvonalat, a Varsó–Bécsi Vasutat 1845-ben nyitották meg. A következő években megnyitották a következő vonalakat is:
- Varsó–Szentpétervár vasút (1862), Białystokon és Vilniuson keresztül, széles nyomtávú,
- Varsói–Terespoli Vasút (1867), továbbmegy Moszkvába – széles nyomtávú,
- Körvasút (1876), ami összekötötte a Varsó-Bécsi és a Varsó-Terespoli vonalakat,
- Visztula-parti Vasút (1877), Mława–Varsó–Lublin–Kovel széles nyomtávú,
- Varsó–Kaliszi Vasút (1902), Varsó–Sochaczew–Łódź–Kalisz széles nyomtávú.

Ezeken a vonalakon megépítették a pályaudvarokat is: Bécsi (Wiedeński, 1845), Szentpétervári (Petersburski, 1863), Terespoli (Terespolski, 1966), Visztula-parti (Nadwiślański, 1878), Kaliszi (Kaliski, 1902) pályaudvar. Ezekből az utolsót az oroszok 1915-ben a kivonuláskor lerombolták. Az I. világháború alatt és a függetlenség visszaszerzése után a széles nyomtávú vonalakat átépítették normál európai nyomtávolságúra. 1933-ig az egyetlen vasúti összeköttetés Varsó két része között a körvasút hídja volt (a mai Gdański híd mentén). 1933-ban megépítették az összeköttetést a Főpályaudvar (volt Bécsi pu.) és a Terespoli pu. között: mivel a város központja már sűrűn be volt építve, a vasutat alagúton vezették át. Ezt az alagutat és a hidat a Visztulán át „Średnicowynak” hívják (ami nagyjából azt jelenti, hogy „átmenő vasút”). 1934-ben megépítették az utolsó ma is létező vasútvonalat, Radomba és onnan tovább Krakkóba.
Varsóban két vasúti híd van:
- a Gdański-híd mentén – a volt körvasút része (1875), ez szolgál ki minden tehervonatot és a személyvonatok kisebb részét,
- Średnicowy (1933) – ez szolgálja ki a személyvonatok többségét.

A legfontosabb varsói pályaudvarok:
- Warszawa Centralna (Központi pu.) – csak távolsági vonatok,
- Warszawa Wschodnia (Keleti pu.) - volt Terespoli pu. helyén, távolsági vonatok és a Mazóviai Vasút vonatai,
- Warszawa Zachodnia (Nyugati pu.) – távolsági vonatok és a Mazóviai Vasút vonatai,
- Warszawa Wileńska (Vilniusi pu.) – volt Szentpétervári pu., csak a Mazóviai Vasút vonatai,
- Warszawa Gdańska (Gdański pu.) – volt Visztulaparti (Nadwiślański) pu., többnyire a Mazóviai Vasút és az SKM vonatai,
- Warszawa Śródmieście – a Központi pu. mellett, de csak a Mazóviai Vasút és az SKM vonatait szolgálja ki.

A Mazóviai Vasút a Lengyel Államvasutak része, amely a Mazóviai Vajdaságot látja el vasúti közlekedéssel. Vonatai mind többrészes villamos motorvonatok, útvonalukon minden állomáson megállnak.

### Távolsági autóbuszközlekedés
Varsót számos autóbuszvonal köti össze elővárosaival és távolabbi helységekkel. Ezeket a PKS (Państwowa Komunikacja Samochodowa – Autóközlekedési Vállalat) és néhány magáncég működteti. A varsói PKS-üzemegységnek két pályaudvara van: a Központi pu. (a Nyugati vasúti pályaudvarnál) és a Stadion (volt Nemzeti Stadion mellett, Pragában). Ezek a pályaudvarok szolgálják ki mind az elővárosi, mind a távolsági autóbuszokat. Van két elővárosi buszpályaudvar is: a Gdański vasúti pályaudvarnál (innen a Kampinos-erdőségbe és Legionowo meg Nowy Dwór Mazowiecki környékére indulnak buszok) és a Wilanowska metróállomásnál (az autóbuszok innen dél felé, Góra Kalwaria és Warka környékére járnak). A többi helységbe vagy magánautóbuszok, vagy az MZA elővárosi autóbuszai járnak.

### Közlekedési jegyek
Bár Varsóban sok különféle tömegközlekedési eszköz található, többségükre ugyanaz a jegy érvényes. Két zóna van: városi és elővárosi. Egy adott típusú jegy mindkettőben ugyanannyiba kerül, viszont a zónahatáron való áthaladás esetén kétszer annyit kell fizetni. Nincs külön jegy a villamosokra, a metróra, az MZA autóbuszaira és az SKM vonataira. A Mazóviai Vasút és a WKD vonatain is használhatók a ZTM jegyei, de csak a városi vagy elővárosi zóna határain belül. A PKS és a magáncégek autóbuszain, valamint más vonatokon, mint a Mazóviai Vasútén, külön jegyet kell venni.
Aki tömegközlekedési eszközön születik meg, egész életében ingyen utazhat.

## Külső hivatkozások
- Life Utazási segítség és események[halott link]
- A Wikivoyage Varsó címszava
- Interaktív várostérkép Archiválva 2005. augusztus 9-i dátummal a Wayback Machine-ben
- A Városi Közlekedés Igazgatósága hivatalos honlapja – térképek és menetrend